# Shawinigan
Cet article concerne la ville de Shawinigan. Pour les autres significations, voir Shawinigan (homonymie).
Shawinigan (prononcé en français : [ʃawiniɡan], en anglais : [ʃəˈwɪnɪɡən]) est une ville du Québec (Canada), située en Mauricie. D'une superficie de près de 800 km2, elle compte en 2022 environ 50 000 habitants. Désignée « Cité de l'énergie » en vertu de son histoire hydroélectrique et industrielle, elle se trouve dans un environnement naturel composé de nombreuses forêts, rivières et lacs.

## Toponymie
Avant la création de Shawinigan (), il y a un peu plus de cent ans, les autochtones de la région appelaient déjà ce coin de pays Chaouinigane, Oshaouinigane, Assaouinigane, Chawinigame, Shawenigane, Chaouénigane ou encore Achawénégan. Selon l’historien Fabien LaRochelle , cette appellation fait surtout référence à un portage. L’orthographe actuelle daterait de 1816 et son auteur serait Francis Hall, un officier britannique qui a séjourné dans la région. Il existe néanmoins plusieurs interprétations des quelques termes autochtones : « haut de la crête », « portage sur la crête », « colline aux deux passages », et d'autres encore. Pour d'autres, le mot « shawenegan » évoque le chas d'une aiguille, en référence aux gorges étroites au pied des chutes de Shawinigan. En abénaqui, les lieux sont dénommés Azawanigan, ce qui signifie le « portage en pente ».

## Géographie

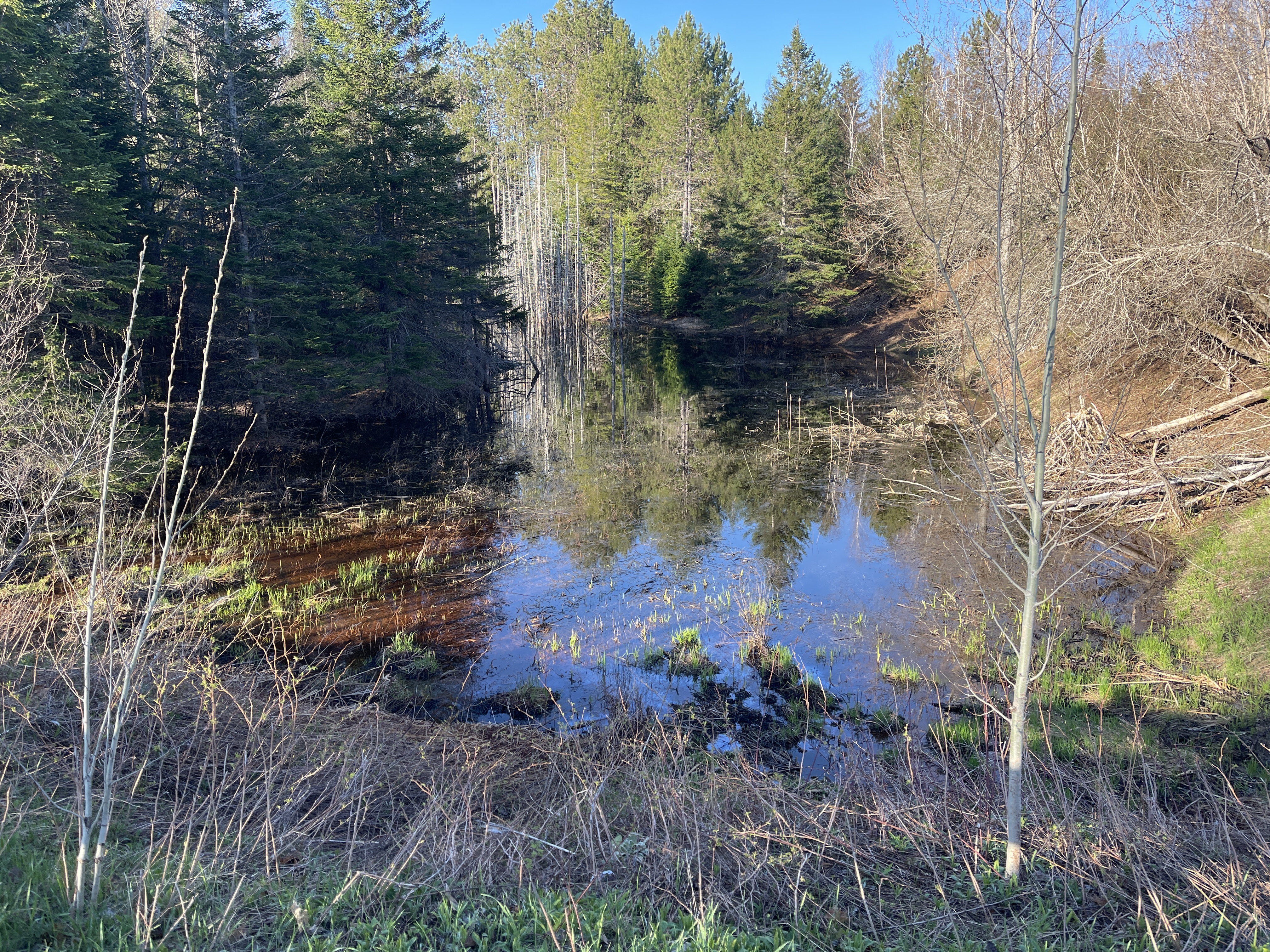
La tourbière du Lac-à-la-Tortue, Lac-Pratte, 3 km au sud de la Réserve écologique de Lac-à-la-Tortue.

Shawinigan est située au centre de la Mauricie, dans un crochet de la rivière Saint-Maurice. Elle est à une trentaine de kilomètres au nord de Trois-Rivières. Le territoire de la ville comprend le parc national de la Mauricie, qui se trouve au nord de celle-ci.
Shawinigan est située à exactement 42 kilomètres du centre de Trois-Rivières, 155 kilomètres de Montréal, 152 kilomètres du centre de Québec et à 110 kilomètres de Drummondville.

### Hydrographie
La rivière Saint-Maurice délimite le nord-est et l'est de la ville puis en traverse le sud et en délimite le sud-ouest. La rivière Shawinigan en traverse le sud-ouest et coule vers le sud jusqu'à sa confluence avec la rivière Saint-Maurice à l'ouest du centre-ville. La rivière Matawin délimite le nord de la ville jusqu'à sa confluence avec la rivière Saint-Maurice dans le nord-est de la ville. La rivière Anticagamac coule vers le nord jusqu'à sa confluence avec la rivière Matawin dans le nord-ouest de la ville. À partir du lac Édouard la rivière à la Pêche coule vers le sud-est jusqu'au lac à la Pêche(d) puis vers le nord-est jusqu'à sa confluence avec la rivière Saint-Maurice.

### Transport
La ville est principalement desservie par l'autoroute 55 (ou autoroute de l'Énergie), passant à l'ouest de la ville et la traversant dans une orientation nord-sud. Les sorties 211 (route 153), 216 (rue Burrill), 217 (route 351, rue Trudel), 220 (boulevard Hubert-Biermans) et 223 (vers 25e rue) relient l'A-55 au réseau routier local de Shawinigan. D'ailleurs, le secteur Grand-Mère, au nord de la ville, est le lieu du terminus nord de l'autoroute, longue de 227 kilomètres. 
La route 351, la rue Trudel et le chemin de Saint-Gérard, passe au sud-ouest du centre-ville, puis se dirige vers Saint-Gérard-des-Laurentides.
La route 153, le boulevard des Hêtres, est l'artère commerciale principale de la ville. Elle arrive par la rive ouest de la rivière Saint-Maurice, passant à l'ouest de la Cité de l'énergie. Elle quitte la ville par le nord-est, en passant par le centre de Grand-Mère.
La route 157, arrivant de Shawinigan-Sud, traverse la rivière, et possède son terminus nord au croisement de la route 153.

### Climat
| Mois                              | jan.  | fév.  | mars | avril | mai  | juin | jui. | août | sep. | oct. | nov. | déc.  |
| --------------------------------- | ----- | ----- | ---- | ----- | ---- | ---- | ---- | ---- | ---- | ---- | ---- | ----- |
| Température minimale moyenne (°C) | −18,3 | −16   | −9,2 | −0,9  | 5,8  | 11,3 | 14,1 | 13   | 8    | 2,5  | −4   | −13,1 |
| Température moyenne (°C)          | −13,2 | −10,6 | −4   | 4,2   | 12   | 17,1 | 19,6 | 18,3 | 12,9 | 6,8  | −0,4 | −8,7  |
| Température maximale moyenne (°C) | −8    | −5,2  | 1,1  | 9,3   | 18,1 | 22,8 | 25,1 | 23,6 | 17,8 | 11,1 | 3,1  | −4,3  |

### Parc Saint-Maurice

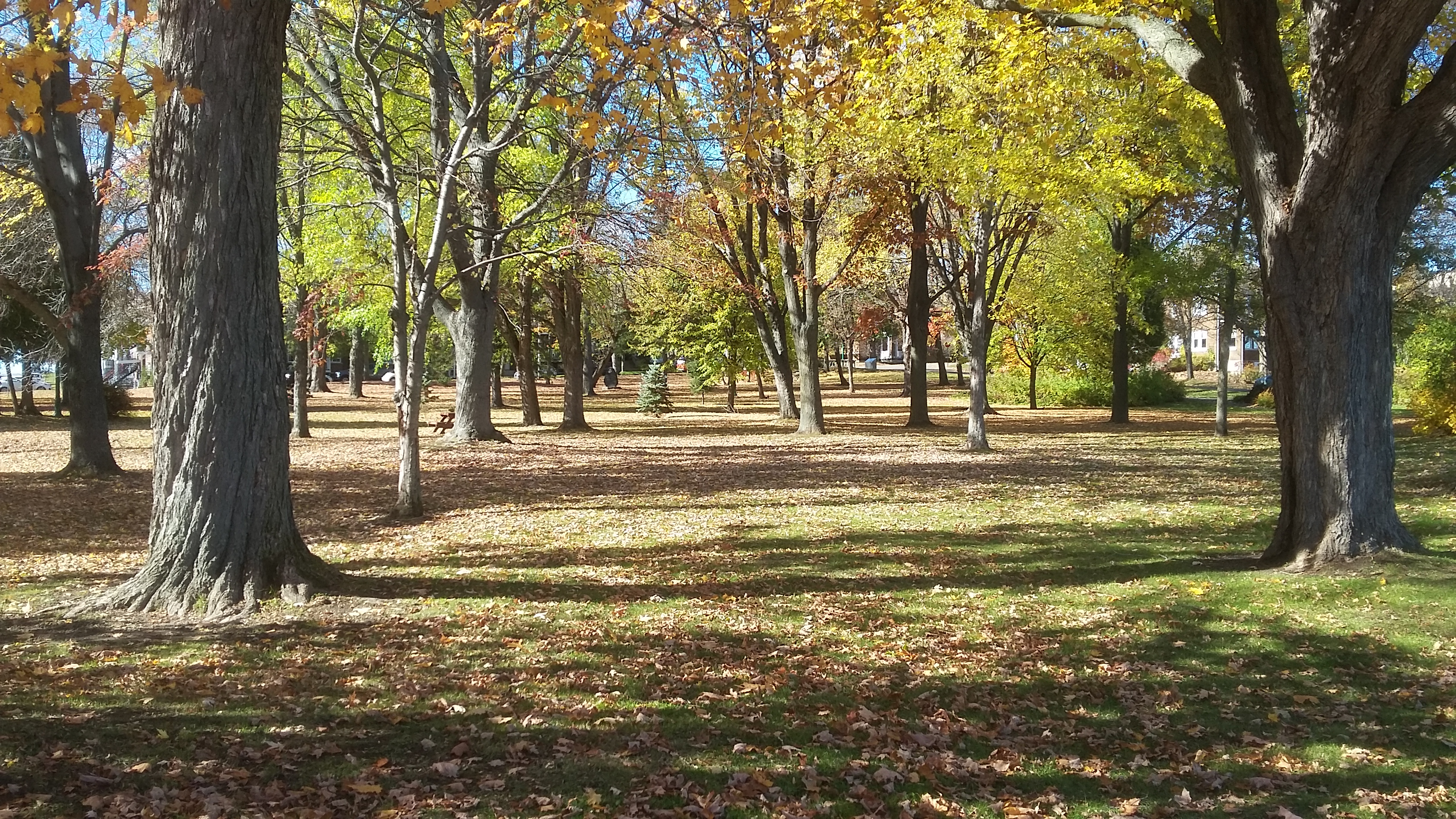
Le parc Saint-Maurice.

Le parc Saint-Maurice, situé au centre-ville de Shawinigan, a été conçu par la même firme ayant aménagé le Central Park à New York et le parc du Mont-Royal à Montréal.

## Histoire

### AuXIXesiècle

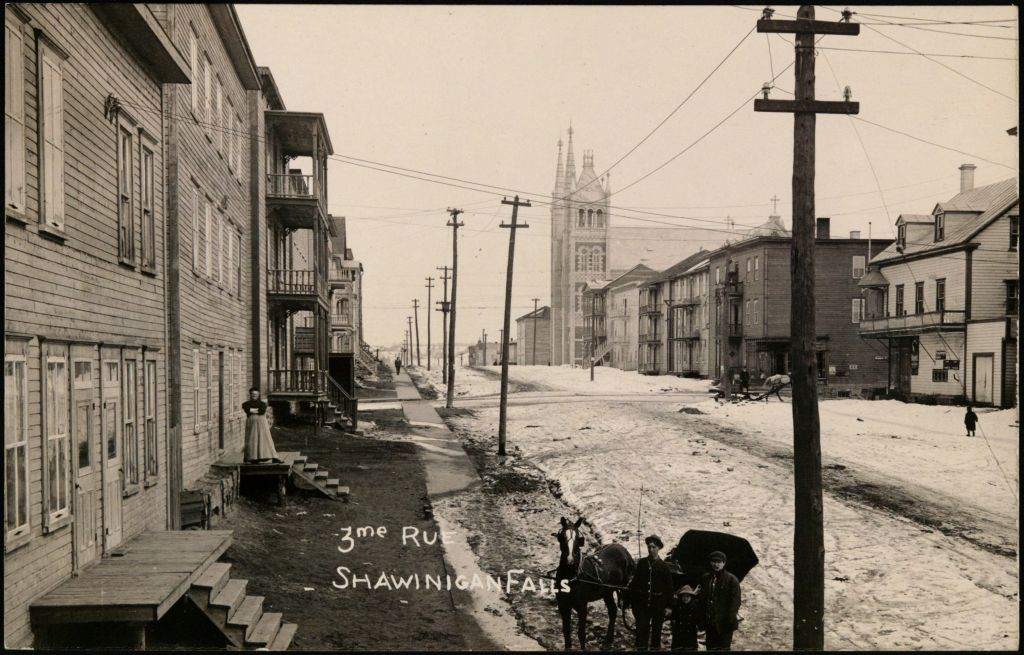
Shawinigan Falls entre 1903 et 1920.

Avant l'existence même de la ville, d'intenses activités de coupe forestière se déroulaient en Mauricie, comptant pour 20 % de tout le bois d'œuvre du Québec. Les essences de pin et d'épinette étaient particulièrement recherchées.
Le transport des billes de bois se faisait par voie d'eau sur le Saint-Maurice. Par ailleurs, les chutes de Shawinigan ayant un fort dénivelé, le bois risquait d'être fortement endommagé lors de son passage. Ainsi, en 1853, le premier aménagement bâti à Shawinigan fut une glissoire à billes de bois de 185 mètres de longueur. Bien que facilité par la glissoire, le passage des billes nécessitait tout de même la supervision de draveurs. Le premier contremaître d'une équipe de draveurs, François Rousseau, est arrivé en 1854. Il a également été le premier résident sur le territoire de la future ville de Shawinigan.
La singularité des chutes de Shawinigan a également attiré de nombreux visiteurs, dont les membres d'équipage du vaisseau La Capricieuse, ancré à Trois-Rivières. Joseph-Édouard Turcotte, le maire de Trois-Rivières en 1857, a entamé la construction d'un immense hôtel en bordure des chutes, le Château Turcotte, qui allait compter plus de 100 chambres. Cet ambitieux projet n'a pas été terminé selon la conception originale et la construction a pris fin à 60 chambres. Le bâtiment lui-même a été détruit par un incendie causé par la foudre en 1878. Une autre construction, lancée par le juge Henri-Gédéon Malhiot et nommée « Hôtel Mailhot », a été érigée en 1888. L'établissement offrait une chambre pour un dollar par jour. Victime d'un sort analogue à celui du château Turcotte, il a été détruit par un incendie en 1906.

### Première moitié duXXesiècle

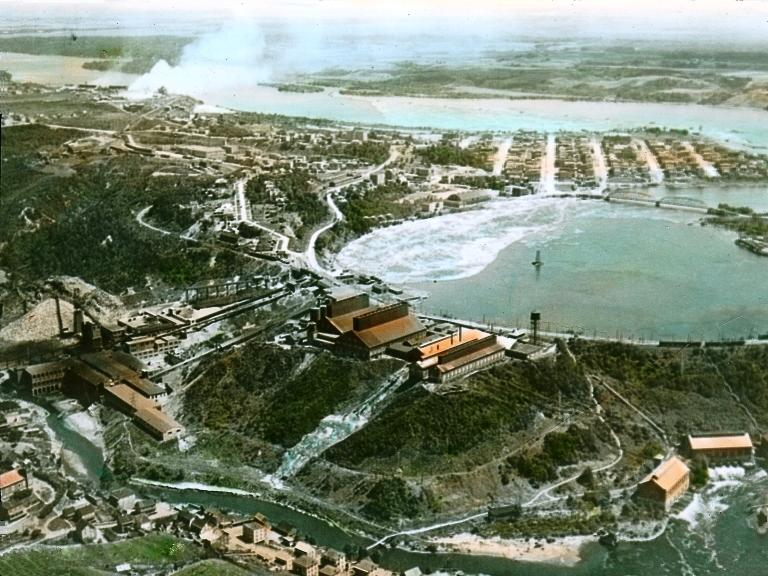
Shawinigan Falls, vers 1930.

À la fin du XIXe siècle, le Québec entrait dans la deuxième phase de son industrialisation. De nombreuses usines transformaient les ressources naturelles en matières premières ou en biens de consommation, ce qui exigeait des quantités colossales d'énergie électrique. Par son emplacement géographique, le site de Shawinigan proposait un potentiel hydroélectrique important (Shawinigan détient le record du plus grand nombre de centrales hydroélectiques sur une même chute, soit cinq. Il s'agit des centrales Shawinigan-1, Shawinigan-2, Shawinigan-3, Alcan-16 et Northern Aluminium Company (N.A.C.).). C'est en 1898, avec la Shawinigan Water and Power Company, que la construction d'une centrale a débuté.
La ville de Shawinigan a été incorporée en 1901 sous le nom de Shawinigan Falls. Dès 1902, la Shawinigan Water and Power Company installait d'immenses alternateurs - parmi les plus forts au monde - d'une puissance de plus de 3 700 kW. Cette installation alimentait directement la ville de Montréal, à l'époque la plus populeuse du Canada, grâce à une ligne de 50 kV. Cette ligne était également la plus longue de l'est de l'Amérique du Nord pour le temps, avec 135 km.
Les coûts de transport d'électricité étant élevés à cause des pertes par effet Joule dans les lignes, les grands consommateurs (Shawinigan Carbide, Belgo Canadian Pulp & Paper Company, Northern Aluminium Company) se sont établies en grand nombre dans la ville de Shawinigan Falls durant les années qui ont suivi la mise en service de la centrale. Même si le développement urbain entourant la centrale drainait une puissance toujours grandissante, l'essentiel de la production demeurait consacré aux grands clients industriels. La Shawinigan Water and Power Company a continué de bâtir des groupes turbo-alternateurs jusque dans les années 1940. En 1946, il existait neuf centrales sur la rivière Saint-Maurice.

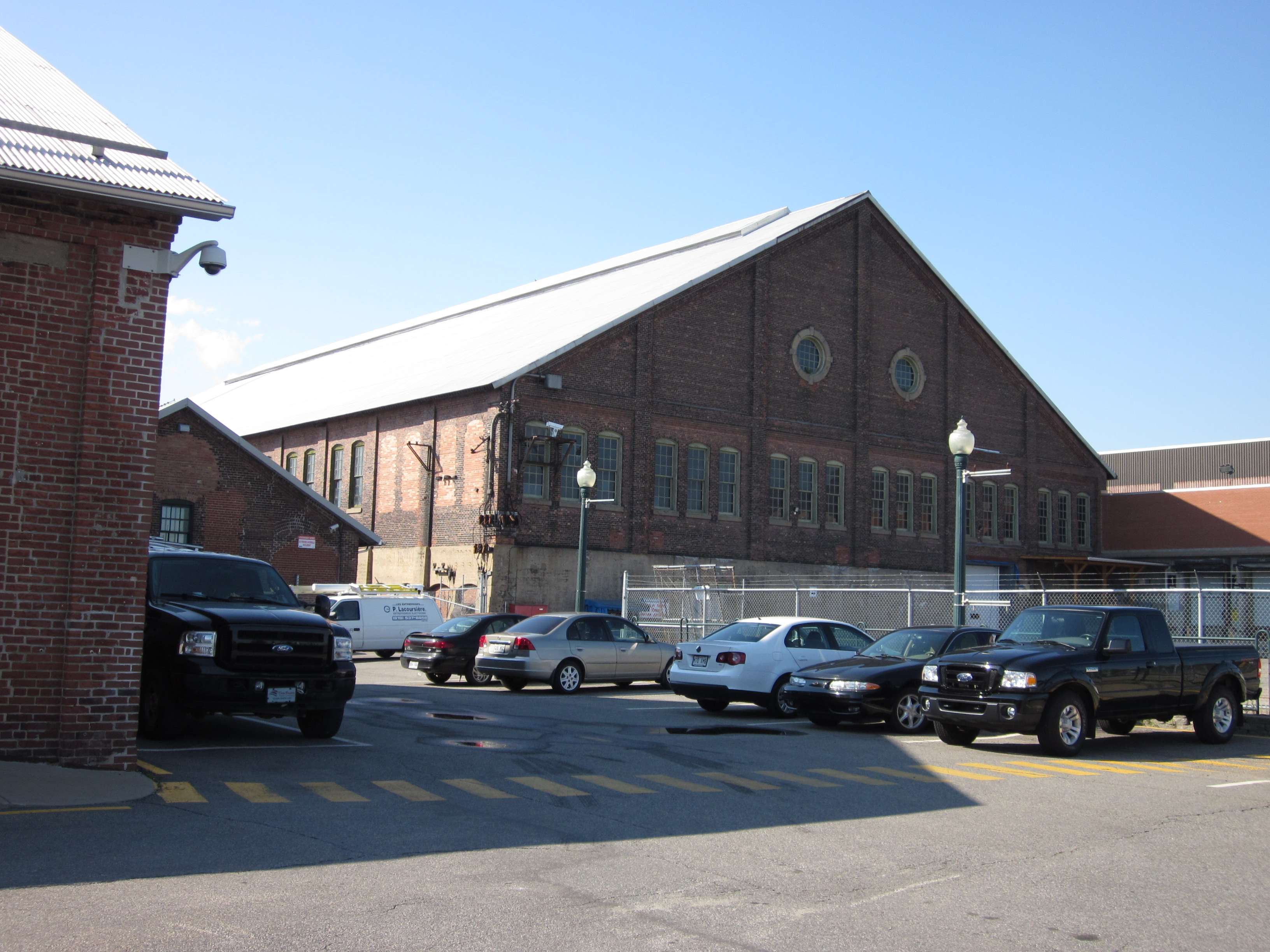
Bâtiment de l'Ancienne aluminerie de Shawinigan.

L'importance économique de la Shawinigan Water and Power Company en faisait de facto le maître d'œuvre de son développement urbain. Appartenant à des intérêts américains, la compagnie a adopté un schéma d'urbanisme conçu par la firme montréalaise Pringle & Sons. Ce plan était composé de rues disposées à la manière d'une grille, laissant de vastes espaces pour de futurs développements industriels. Ces derniers étaient placés de part et d'autre du chemin de fer de façon à ne pas nuire au réseau routier. Les zones résidentielles ont été disposées de manière à accommoder une population future de 20 000 âmes. La conception du secteur Shawinigan de la ville respecte d'ailleurs toujours l'essentiel du plan Pringle.
La construction des routes, du chemin de fer, des centrales électriques, des usines, des commerces et des résidences a débuté en 1899. Elle était déjà terminée en 1901 grâce aux efforts de plus de 1 500 employés.
Dès cette époque, Shawinigan aurait eu un tramway électrique (1901). En fait, dans son numéro du 11 juin 1901, le journal Le Trifluvien de Trois-Rivières annonce, dans un entrefilet, que Shawinigan Falls est en liesse car son nouveau tramway électrique circule dans les rues.

#### Développement de l'industrie des pâtes et papiers

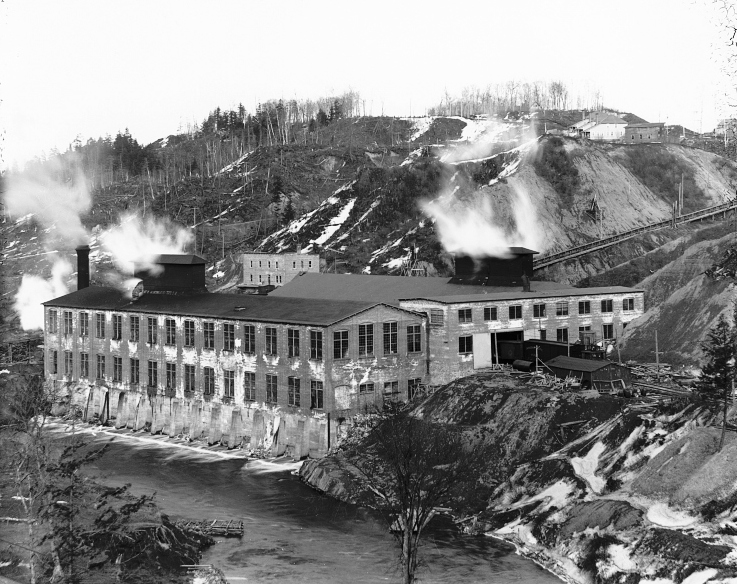
Première usine de la papetière Belgo, 1906. Elle avait été construite en 1901, sur la rive gauche de la rivière Shawinigan.

La première usine de pâtes et papiers a été bâtie en 1887 par la Laurentide Pulp Company, sur une initiative de John Forman, un homme d'affaires montréalais. Elle est la pionnière canadienne de la production de papier journal. L'expansion de l'usine, laquelle comptait environ 50 employés,a énormément contribué à la croissance de la ville de Grand-Mère. Elle n'est plus en activité depuis le 13 octobre 2014.
Dès août 1900, la Banque d'Outremer, de Bruxelles, planifiait la construction de la première usine de pâtes et papiers de Shawinigan, la Belgo Canadian Pulp Company. À l'origine, la puissance électrique nécessaire allait être de 15 000 ch. La construction, toutefois, a duré plus longtemps que prévu et la banque, tentée de se retirer du projet, a dépêché l'ingénieur Hubert Biermans pour apprécier la situation. Celui-ci a rapidement évalué le potentiel de la région et jugé que l'investissement serait viable. Son témoignage a convaincu la Banque d'Outremer d'investir davantage. Dans un effort de diversification, la Belgo Canadian Pulp Company est devenue la Belgo Canadian Pulp & Paper Company, produisant également du papier journal dès 1904.
En 1907, les employés syndiqués de la Belgo, tous originaires des États-Unis, se sont mis en grève. Biermans, alors directeur de l'usine, les a tous renvoyés et les a remplacés par des Canadiens français, non syndiqués et très attirés par ces emplois bien rémunérés. La rentabilité était assurée et de nombreux investissements ont été faits à la Belgo. La propriété de l'usine a par la suite été transférée à des partenaires financiers canadiens. La Belgo a mis fin à ses activités en 2008.

### Seconde moitié duXXesiècle

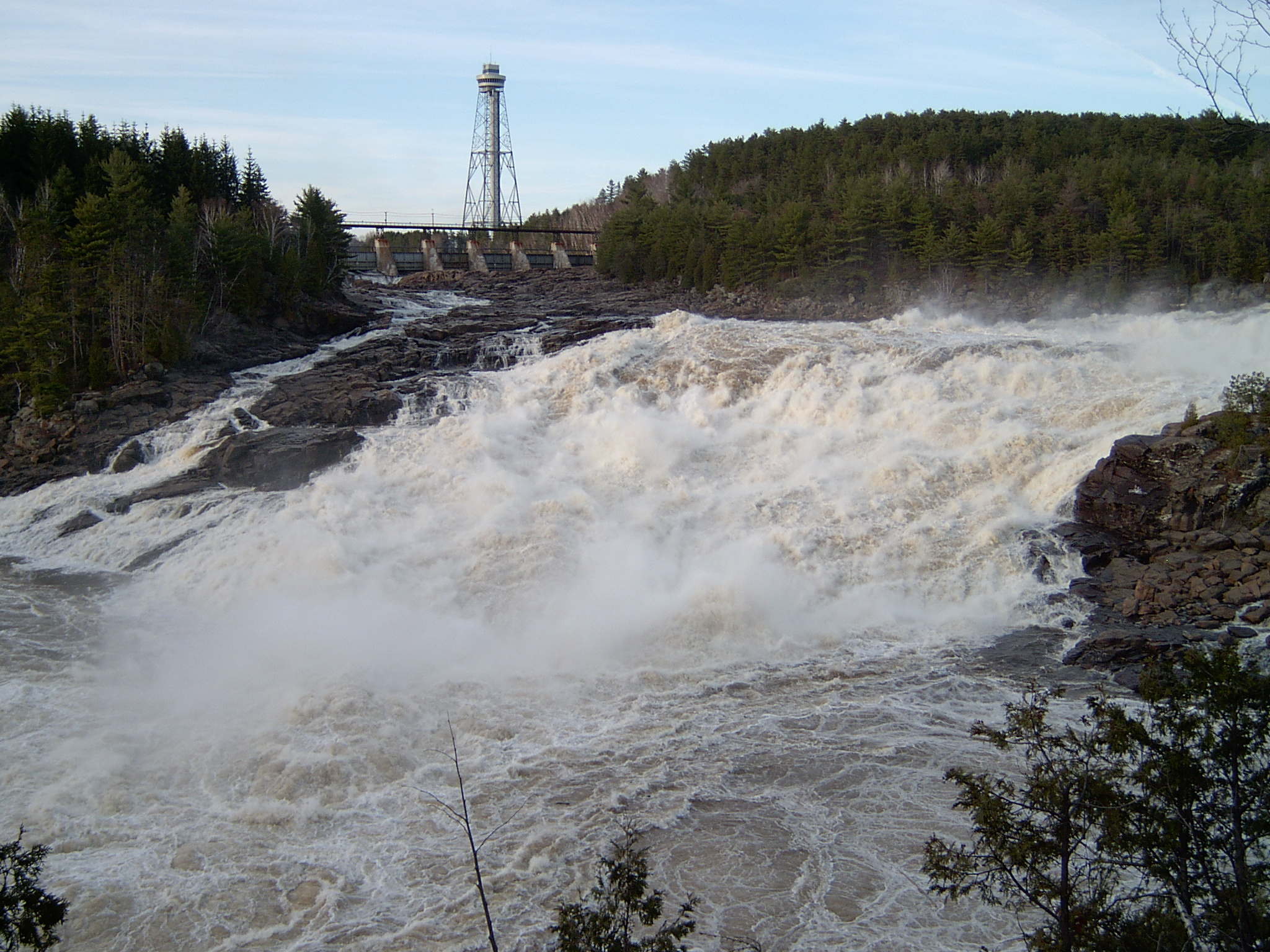
Bassin formé au pied des chutes de Shawinigan.

Drapeau, en usage de 1951 à 2002, de l'ancienne Ville de Shawinigan, fusionnée en 2002.

En 1944, le premier ministre québécois Adélard Godbout nationalisait la Montréal Light Heat & Power Company, appelée à devenir plus tard Hydro-Québec. Entrant en concurrence avec la nouvelle compagnie de la couronne, la Shawinigan Water and Power Company était dans une situation précaire. Elle fit activement campagne contre sa nationalisation, un projet lancé par le ministre des Ressources naturelles de l'époque, René Lévesque. La compagnie a tout de même été nationalisée en mai 1963.
En 1958, la ville prend son nom actuel de Shawinigan.
En 1998, Baie-de-Shawinigan est annexée à Shawinigan.
À la suite des fusions municipales de 2001, la nouvelle ville de Shawinigan voit le jour le 1er janvier 2002. Elle est issue de la fusion de sept anciennes municipalités : Shawinigan, Shawinigan-Sud, Grand-Mère, Saint-Georges-de-Champlain, Lac-à-la-Tortue, Saint-Jean-des-Piles, Saint-Gérard-des-Laurentides. Cela conduit à la dissolution de la Municipalité régionale de comté du Centre-de-la-Mauricie, puisque les municipalités restantes sont réassignées aux MRC de Maskinongé et Les Chenaux.

## Démographie
| 1996   | 2001   | 2006   | 2011   | 2016   | 2021   | - |
| ------ | ------ | ------ | ------ | ------ | ------ | - |
| 18 943 | 52 040 | 51 904 | 50 060 | 49 349 | 49 620 | - |

## Politique et administration

### Administration municipale
Les élections municipales se font en bloc et suivant un découpage de six districts.
| Shawinigan Maires depuis 2002                                                                                        |               |                                                       |          |
| Élection | Maire         | Qualité                                               | Résultat |
| 2001 | Lise Landry   | Élection en 2001 Ville constituée le 1er janvier 2002 | Voir     |
| 2005 | Lise Landry   | Élection en 2001 Ville constituée le 1er janvier 2002 | Voir     |
| 2009 | Michel Angers |                                                       | Voir     |
| 2013 | Michel Angers | Voir                                                  |          |
| 2017 | Michel Angers | Voir                                                  |          |
| 2021 | Michel Angers | Voir                                                  |          |
| Élection partielle en italique Depuis 2005, les élections sont simultanées dans toutes les municipalités québécoises |               |                                                       |          |

Depuis sa constitution en corporation municipale en 1901 et jusqu'à sa fusion en la nouvelle ville de Shawinigan en 2002, l'ancienne ville de Shawinigan a eu 19 maires.
| #  | Maire                  | Début | Fin  |
| 1  | Vivian Burrill         | 1901  | 1902 |
| 2  | Arthur Dufresne        | 1902  | 1902 |
| 3  | Beaudry Leman          | 1902  | 1908 |
| 1  | Vivian Burill          | 1908  | 1913 |
| 4  | Joseph-Auguste Frigon  | 1913  | 1915 |
| 5  | Nathanael Durocher     | 1915  | 1917 |
| 4  | Joseph-Auguste Frigon  | 1917  | 1918 |
| 6  | Napoléon Désaulniers   | 1918  | 1920 |
| 7  | Joseph-Alexis Dufresne | 1920  | 1928 |
| 6  | Napoléon Désaulniers   | 1928  | 1930 |
| 8  | Albert Gigaire         | 1930  | 1936 |
| 9  | Lucien Bourassa        | 1936  | 1937 |
| 10 | Alexandre Gélinas      | 1937  | 1938 |
| 11 | Joseph-A. Bilodeau     | 1938  | 1946 |
| 12 | François Roy           | 1946  | 1954 |
| 13 | Gaston Hardy           | 1954  | 1957 |
| 14 | J.-Armand Foucher      | 1957  | 1963 |
| 15 | Gérard Dufresne        | 1963  | 1966 |
| 16 | Maurice Bruneau        | 1966  | 1970 |
| 17 | Dominique Grenier      | 1970  | 1986 |
| 18 | Roland Désaulniers     | 1986  | 1994 |
| 19 | Lise Landry            | 1994  | 2001 |

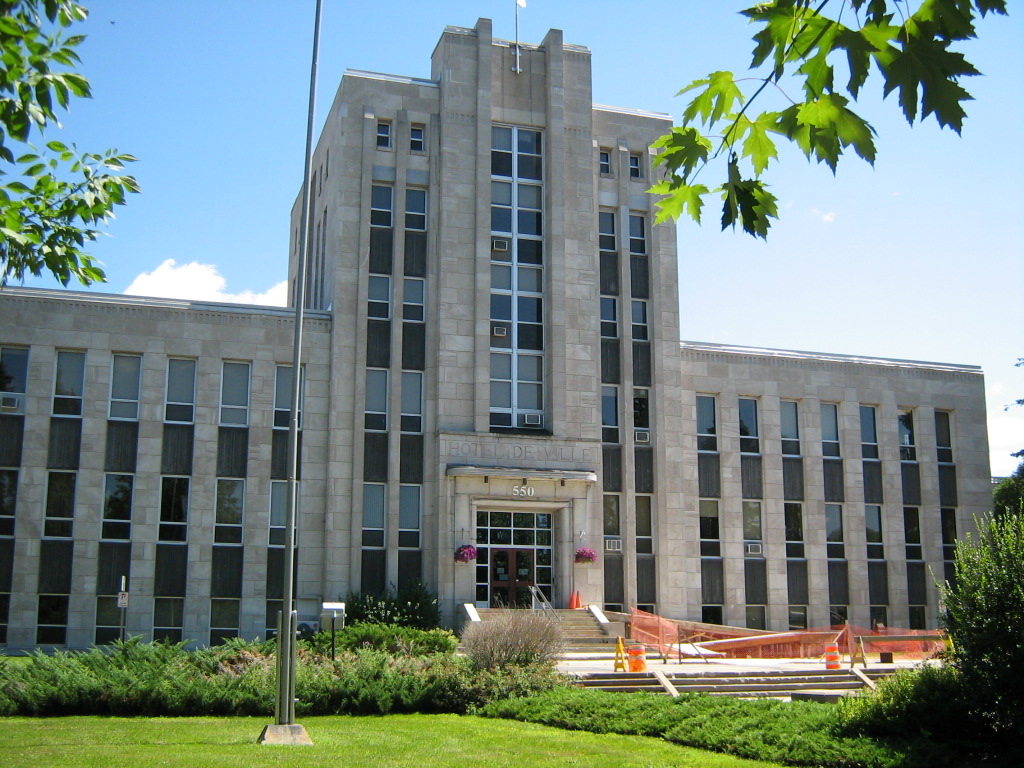
L'hôtel de ville de Shawinigan. Il fut construit de 1946 à 1947. Son style caractéristique rappelle celui de Vancouver.
La Pointe-à-Bernard, une partie de la ville entourée de trois côtés par la rivière Saint-Maurice.
Logotype de la ville de Shawinigan.

### Jumelages
| Ville | Ville           | Pays | Pays   | Période     |
| ----- | --------------- | ---- | ------ | ----------- |
|       | Chambéry,       |      | France | depuis 2016 |
|       | Grand Chambéry, |      | France | depuis 2016 |

En 2016, Shawinigan signe un premier accord de coopération avec Chambéry et sa communauté d'agglomération du Grand Chambéry, accord qui couvre les domaines « de l'entrepreneuriat, du numérique et de la culture ». Cet accord est d'abord renouvelé le 8 avril 2018. Puis une troisième entente est signée le 17 novembre 2021, à la suite d'une visite de trois jours des représentants de Chambéry à Shawinigan, ajoutant les domaines du « développement touristique, de la transition énergétique, de l'éducation et de la jeunesse »,,.

## Culture

### Équipements
À la suite de l'adoption de sa première politique culturelle, en 2004, la ville de Shawinigan crée la Corporation culturelle de Shawinigan. Par son mandat, l'organisme assure le soutien des arts, des lettres et de la culture et favorise la cohésion nécessaire à leur développement durable.
Géré par la Corporation culturelle, le Centre des arts de Shawinigan est un important complexe voué à la diffusion des arts de la scène et des arts visuels. La salle Philippe-Filion, d’une capacité de 958 places, est l’une des plus importantes entre Montréal et Québec. Le Centre d’exposition Léo-Ayotte présente quant à lui des expositions d’artistes professionnels en arts visuels ainsi que des expositions à caractère scientifique et éducatif.

### Cité de l'énergie

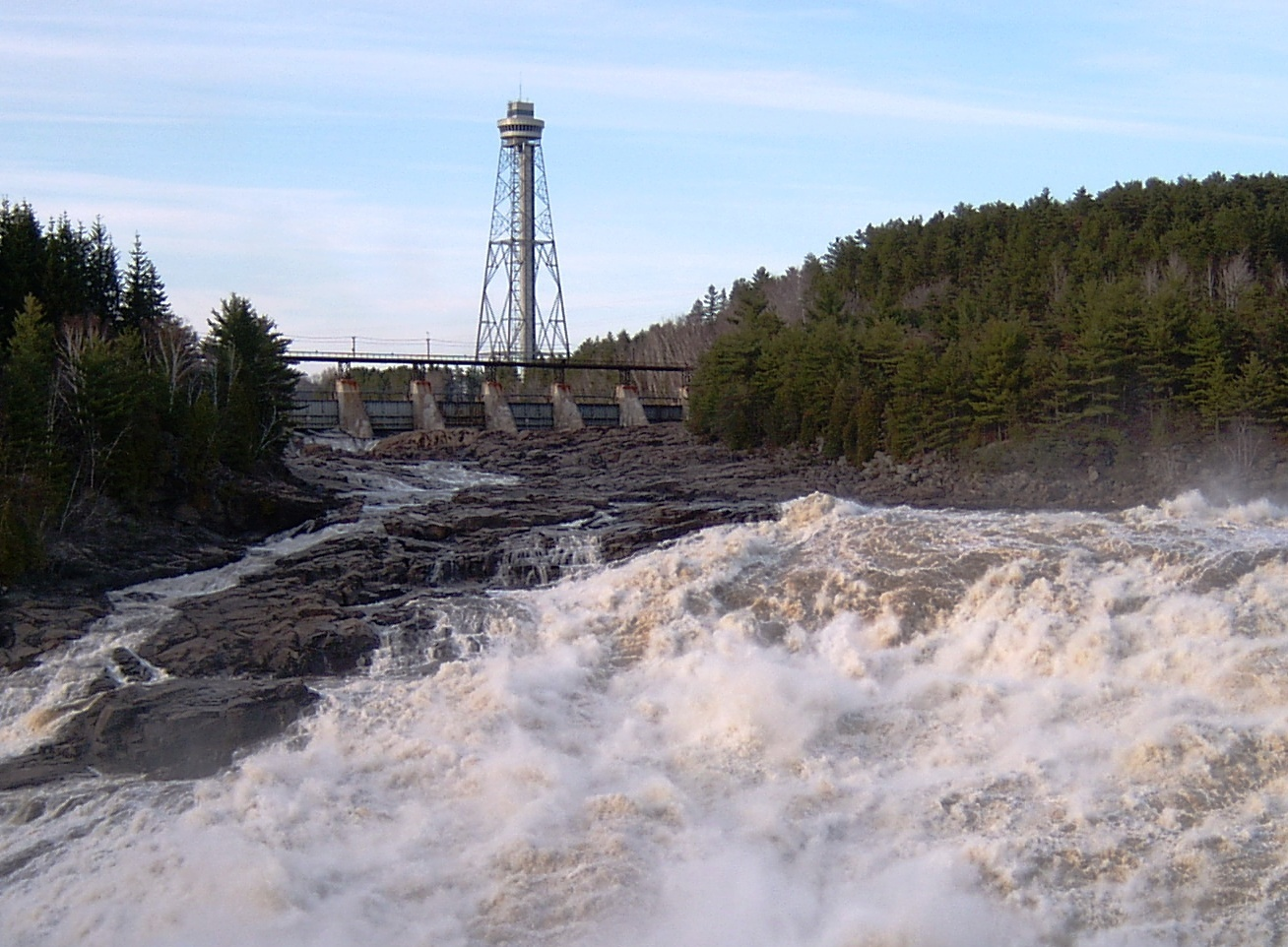
La tour de la Cité de l'énergie.

La Cité de l'énergie de Shawinigan, un site muséographique présentant diverses expositions et activités sur la production d'électricité et l'héritage industriel de Shawinigan, permet d'explorer une centrale qui n'est plus en activité. On y présente en outre des expositions d'œuvres d'art et des spectacles à grand déploiement en plein air, tels Kosmogonia, Éclyps, Amos Daragon porteurs de masques et plus récemment, Nezha l’enfant-pirate.
La Cité de l'énergie joue également un rôle important dans la préservation du patrimoine local, en partenariat avec des sociétés telles qu'Hydro-Québec et Appartenance Mauricie. Parmi ses employés, on compte Renald Bordeleau, le conteur de l'histoire de la Mauricie. Bien que son français puisse souvent sembler approximatif, Renald Bordeleau possède une vaste collection d'archives ayant appartenu à des personnalités notables de Shawinigan et de ses environs. On le surnomme « Croque-Mort » en raison de sa rapidité à récupérer les archives des personnes récemment décédées. Son objectif reste néanmoins de préserver le patrimoine entre ses propres mains et connaissances.

### Événements
La Fête nationale du Québec, dans le secteur Grand-Mère, se célèbre par un feu sur un îlot artificiel au milieu de la rivière Grand-Mère. Les gens se rassemblent dans tout le parc pour y assister.
Shawinigan a été l'hôtesse du forum citoyen mauricien 2008. Cet événement permet une concertation sur les enjeux sociaux, économiques et environnementaux de la région.
En 2021 et 2022, la Ville de Shawinigan accueille un festival de rue dirigé par Bryan Perro, directeur général et artistique de l’organisme. L'événement réunit 33 collectifs d'artistes originaires du Québec, des États-Unis, du Japon et de la France, offrant ainsi un spectacle pour le public.
À l'été 2025, un nouveau festival voit le jour à Shawinigan, le festival Énergik, un événement familial alliant musique et manèges et mettant en vedette deux artistes internationaux et trois talents locaux de Shawinigan.

## Sports

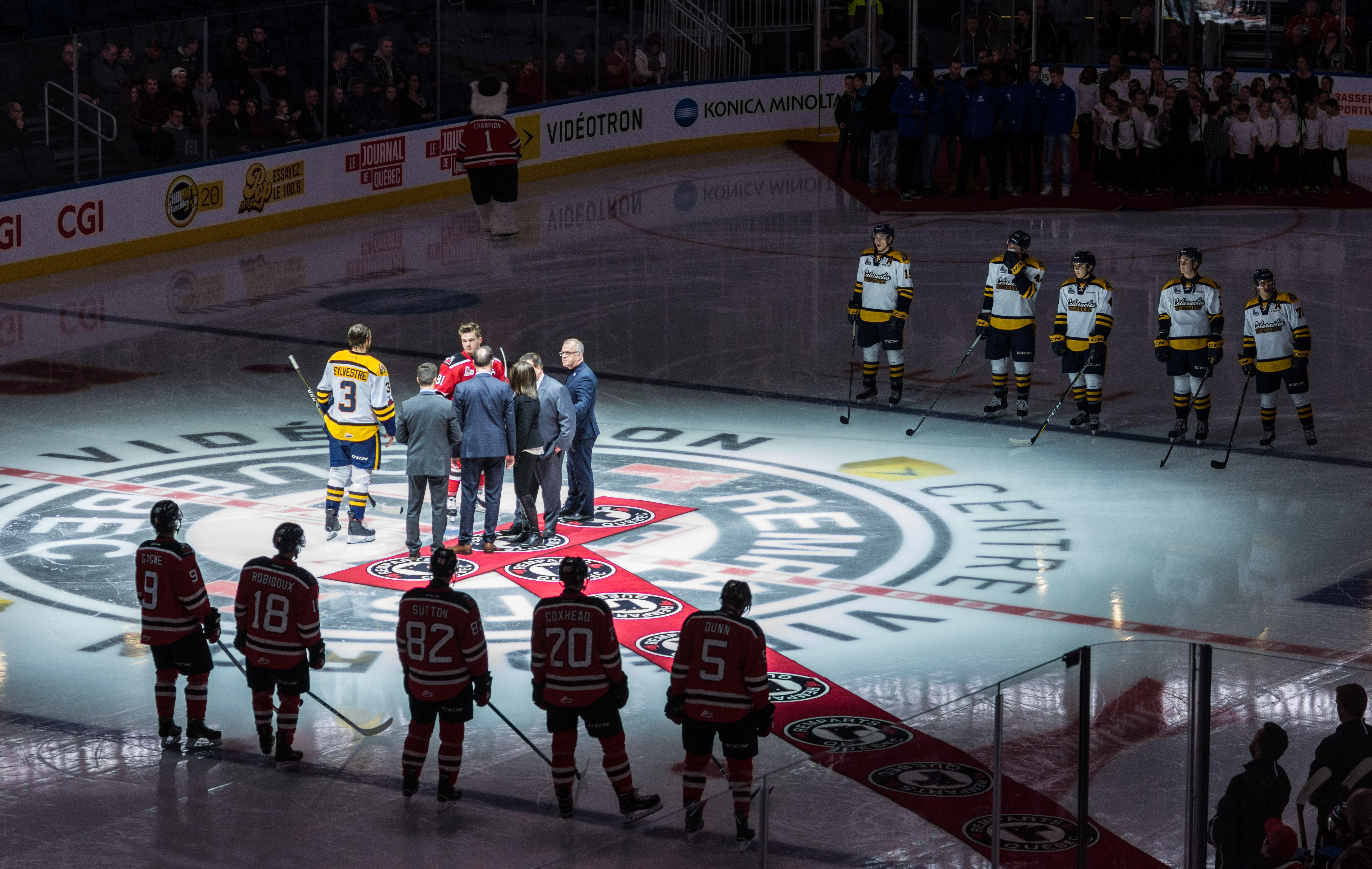
Les Cataractes de Shawinigan (en arrière-plan) à l'occasion d'une partie contre les Remparts de Québec, en 2017.

Depuis 1934, Shawinigan accueille une étape importante de la Classique internationale de canots de la Mauricie, un des événements sportifs majeurs de la région. Plusieurs centaines de personnes se rassemblent chaque année sur les berges de la rivière Saint-Maurice pour observer la progression des canotiers en compétition. La Classique comporte aussi une catégorie compétitive de rabaska, embarcation ayant à bord neuf personnes à la fois. Cependant, cette classique a pris fin en 2024 en raison d'un manque de budget sévère chez les organisateurs, mettant fin à la tradition datant de 90 ans. Ville du lutteur professionnelle retraité King Hammer.
Elle héberge également une équipe de hockey sur glace de la Ligue de hockey junior Maritimes Québec évoluant au Centre Gervais Auto, les Cataractes de Shawinigan.
Lancé en 2014, le programme de football de la Ville de Shawinigan accueille également l’équipe des Électriks ainsi que plusieurs autres équipes sportives du Cégep de Shawinigan. Ce développement sportif renforce l’offre locale et soutient la croissance des athlètes dans divers domaines . 

## Institutions scolaires
La ville compte un cégep francophone, le Cégep de Shawinigan. Aux niveaux primaire et secondaire, elle est desservie par deux commissions scolaires, la commission scolaire de l'Énergie (francophone) et la commission scolaire Central Québec (anglophone). La commission scolaire de l'Énergie gère quinze écoles primaires, trois écoles secondaires, un centre de formation professionnelle et un centre d'éducation des adultes. La commission scolaire Central Québec, possède une école qui offre à la fois l'éducation primaire et secondaire. Depuis le 20 juin 2008, Shawinigan ne possède plus qu'une école secondaire privée, le séminaire Sainte-Marie, à la suite de la fermeture définitive de l'institution secondaire Montfort, après 46 ans d'existence.

### Enseignement supérieur
- Cégep de Shawinigan (secteur Shawinigan)

### Enseignement secondaire
- Secteur Shawinigan
  - École secondaire des Chutes
  - Séminaire Sainte-Marie
  - Shawinigan High School (également enseignement primaire)

- Secteur Grand-Mère
  - École secondaire du Rocher

- Secteur Shawinigan-Sud
  - École secondaire Val-Mauricie
  - Institution secondaire Montfort (jusqu'en 2008)

### Enseignement primaire et préscolaire
- Secteur Grand-Mère
  - École des Phénix (anciennement Antoine-Hallé) [30]
  - École Laflèche
  - École de Sainte-Flore
  - École Saint-Paul

- Secteur Lac-à-la-Tortue
  - École Jacques-Cartier
  - École Notre-Dame

- Secteur Shawinigan
  - École Immaculée-Conception
  - École Saint-Charles-Garnier
  - École Saint-Jacques
  - École Saint-Joseph

- Secteur Shawinigan-Sud
  - École de la Source (autrefois École Saint-André)
  - École des Bâtisseurs (autrefois École Saint-Georges)
  - École Félix Leclerc (école à vocation musicale)(autrefois École Saint-Paul)
  - École Saint-Sauveur (fermée en 2006)

- Secteur Saint-Georges-de-Champlain
  - École Jacques-Plante
  - École Dominique-Savio

- Secteur Saint-Gérard-des-Laurentides
  - École Saint-Joseph

## Culte

### Églises catholiques
- Secteur Shawinigan:
  - Assomption
  - Sacré-Cœur
  - Saint-Charles-Garnier
  - Saint-Marc
  - Saint-Pierre
  - Fermées au culte: Christ-Roi, Saint-Bernard, Sainte-Croix, Sainte-Hélène

- Secteur Shawinigan-Sud:
  - Église Notre-Dame-de-la-Présentation de Shawinigan, désignée lieu historique national du Canada en 2004.
  - Saint-André
  - Saint-Sauveur
  - Sainte-Jeanne-d'Arc

- Secteur Grand-Mère:
  - Saint-Jean-Baptiste
  - Saint-Paul
  - Sainte-Flore

- Secteur Saint-Georges-de-Champlain:
  - Saint-Georges

- Secteur Lac-à-la-Tortue:
  - Saint-Théophile

- Secteur Saint-Gérard-des-Laurentides:
  - Saint-Gérard

- Secteur Saint-Jean-des-Piles:
  - Saint-Jean

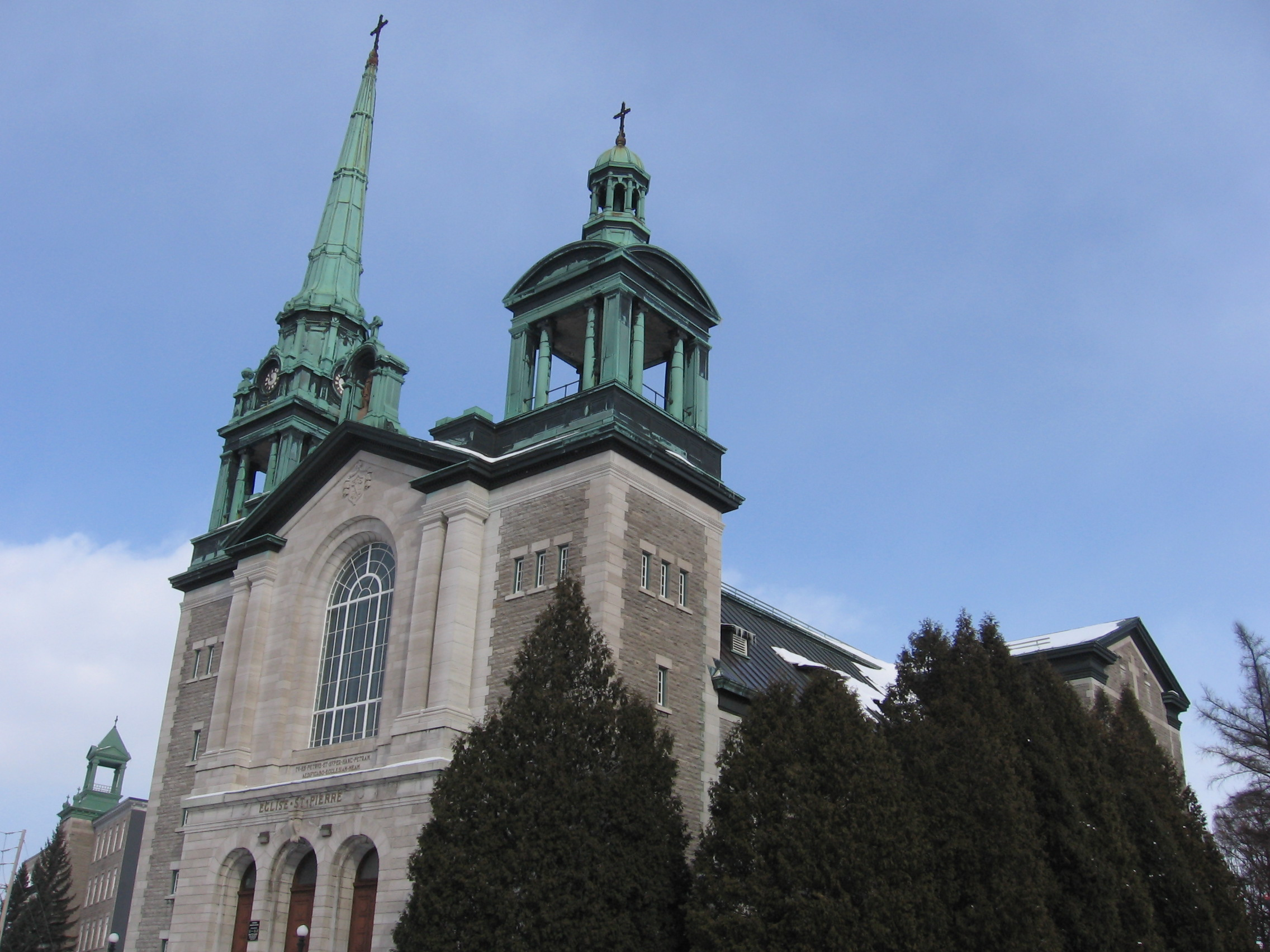
Église Saint-Pierre de Shawinigan.
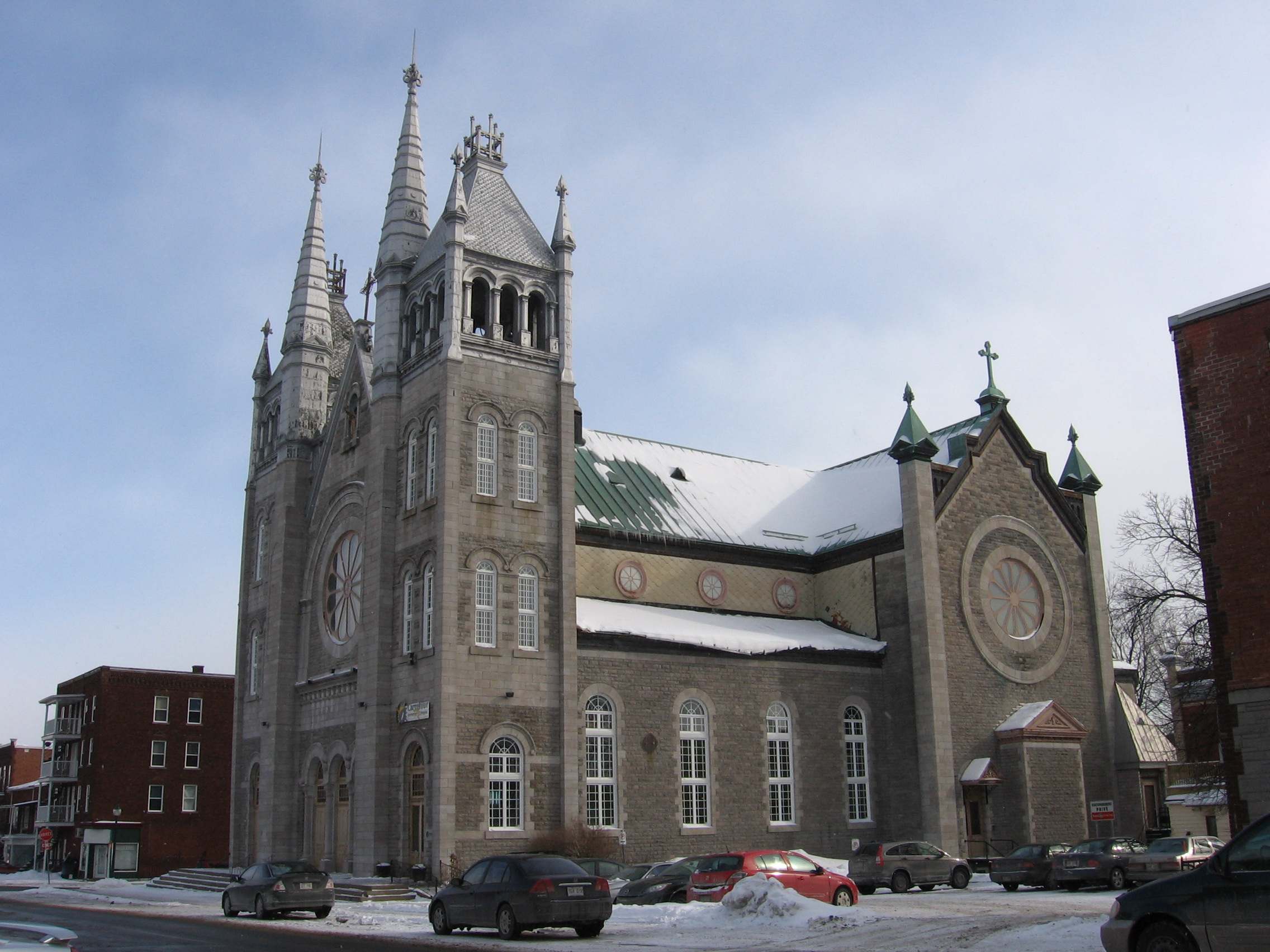
Église Saint-Bernard de Shawinigan, fermée au culte.
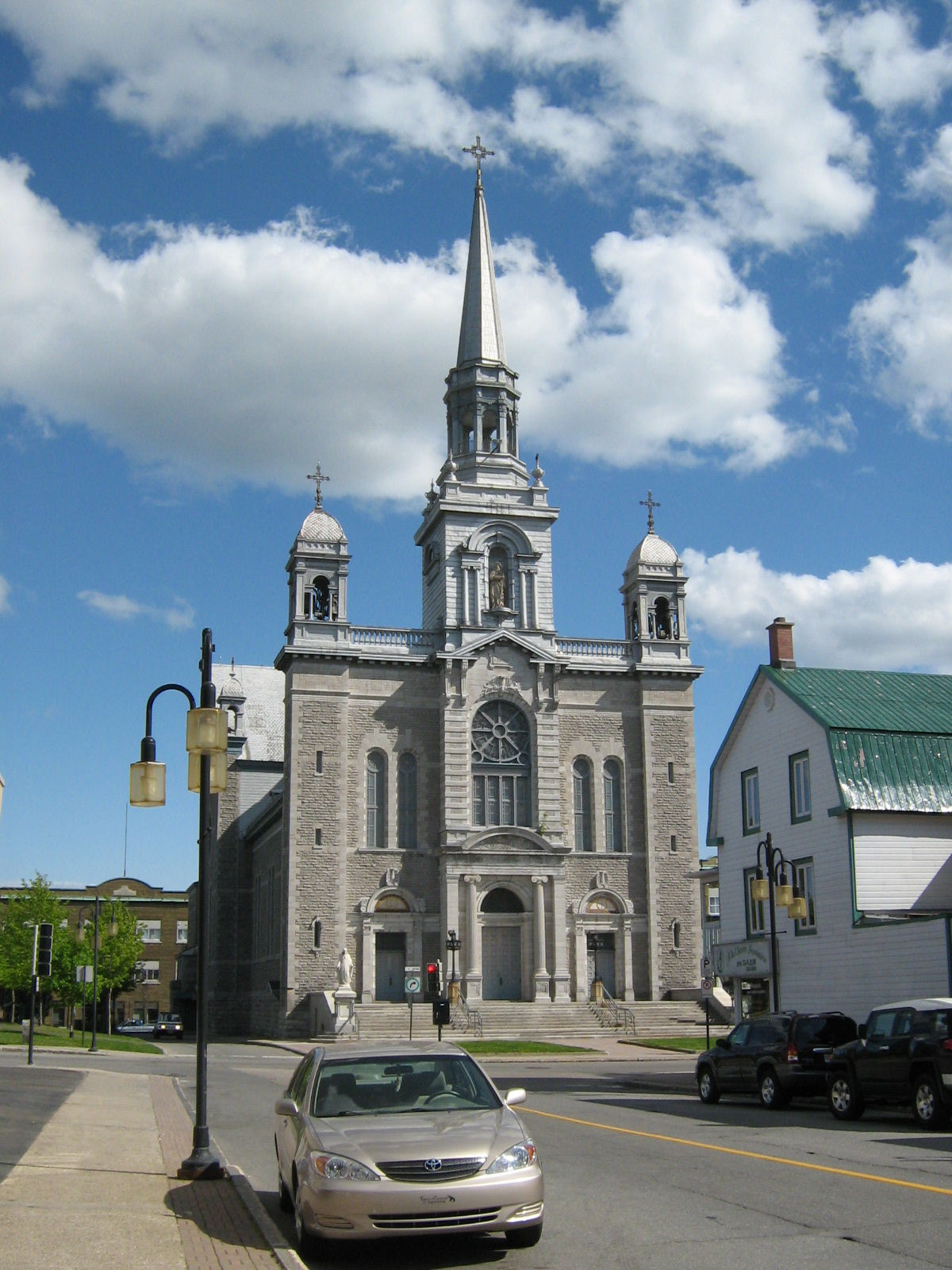
Église Saint-Paul de Grand-Mère.
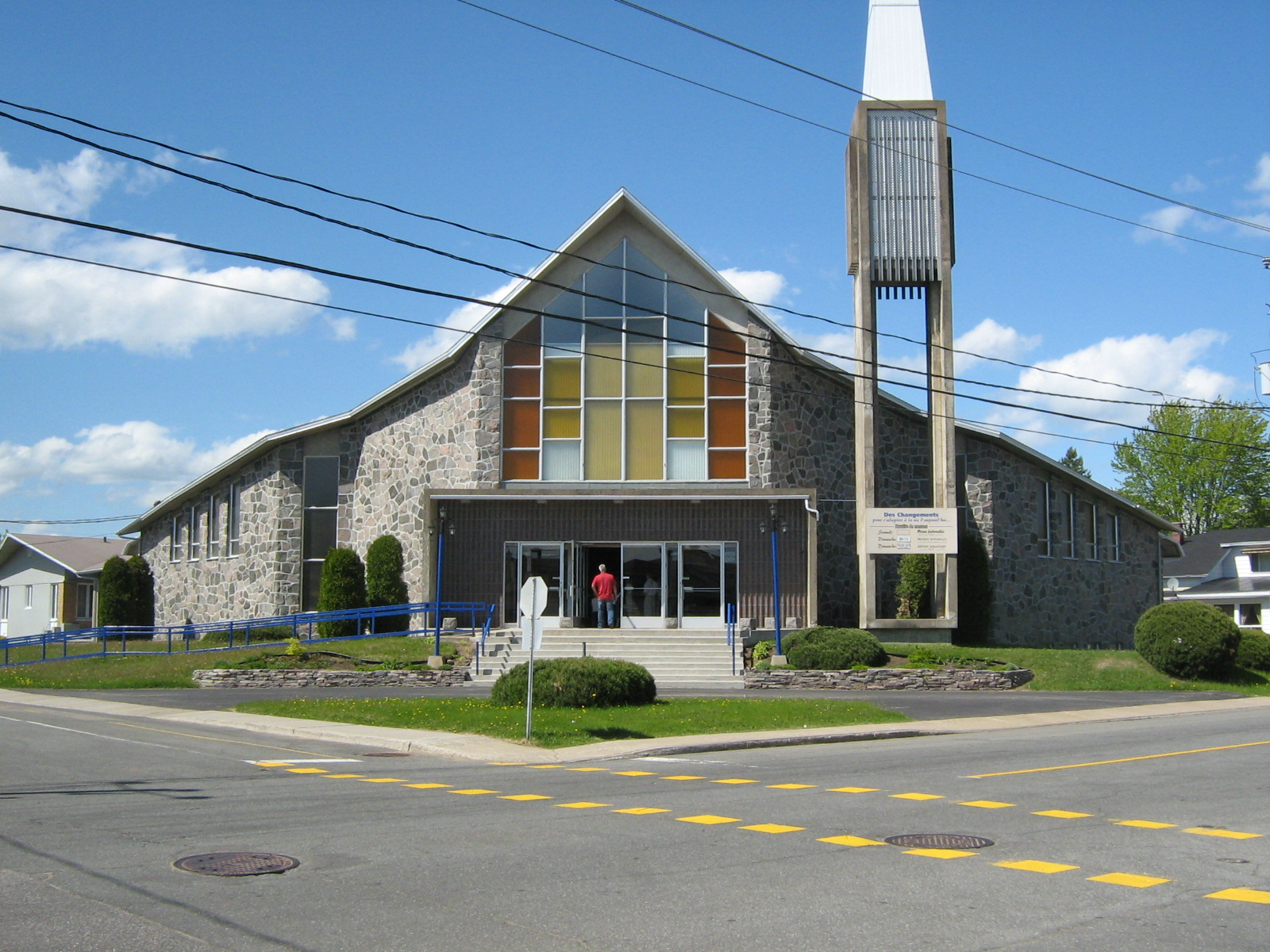
Église Saint-Georges, secteur Saint-Georges-de-Champlain.
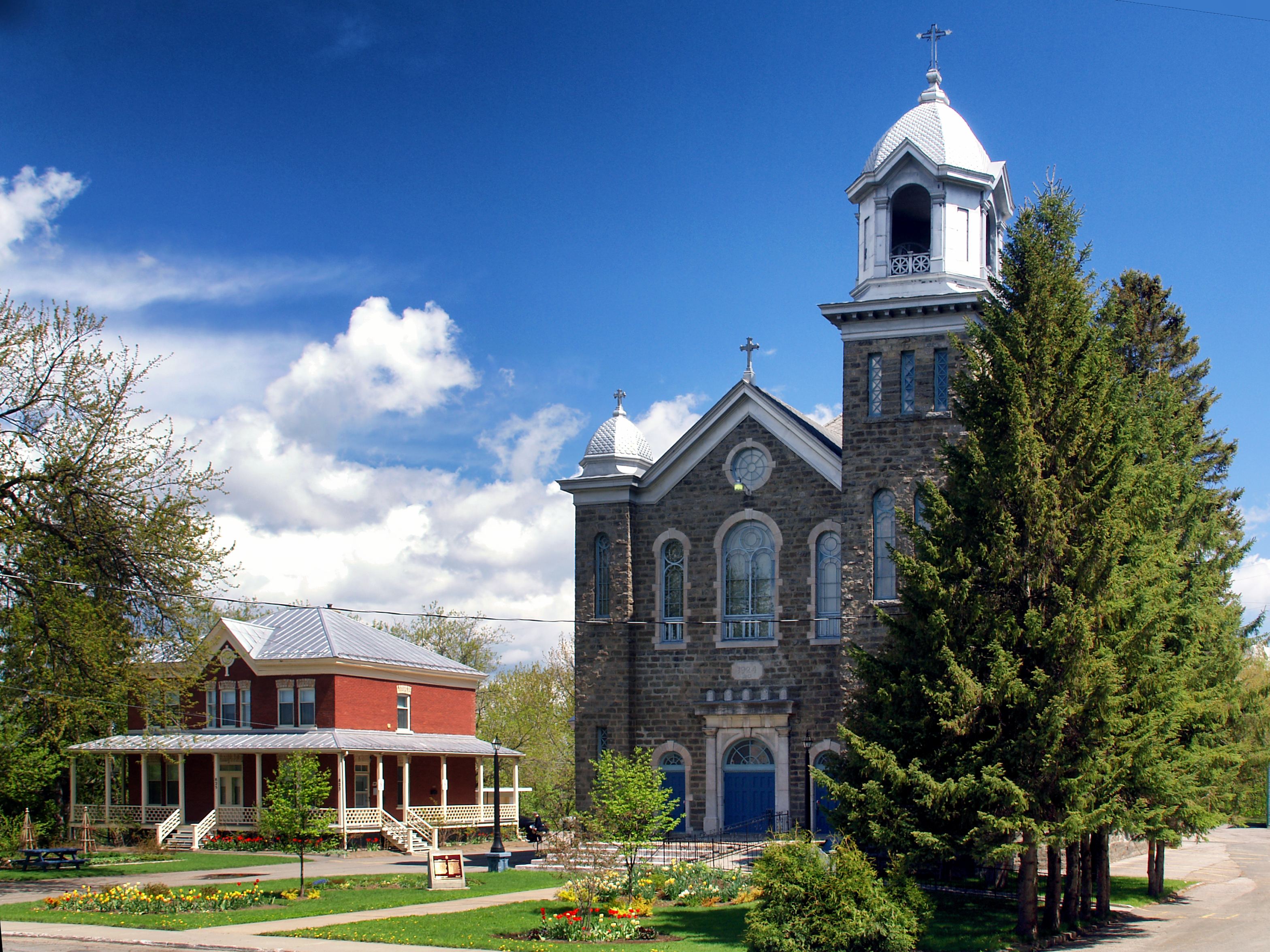
Église Notre-Dame-de-la-Présentation, secteur Shawinigan-Sud.

### Sœurs dominicaines
- Des moniales dominicaines du monastère Notre-Dame-du-Rosaire de Berthierville se sont établies auprès des Sœurs dominicaines de la Trinité au Centre Saint-Dominique de Shawinigan[31]. Dans son documentaire Amoureuses (Québec, 2019, 75 min), la réalisatrice québécoise Louise Sigouin a recueilli de rares témoignages des moniales dominicaines de Berthierville[32].

## Personnalités de Shawinigan et des environs
- Éric Bédard, champion olympique de patinage de vitesse
- Jean Chrétien, premier ministre du Canada
- Michel Chrétien, médecin, endocrinologue, professeur et scientifique réputé (récipiendaire de nombreux prix, le plus récent étant le prix Armand-Frappier en 2022, apparait dans le Petit Larousse illustré 2018)
- Sylvain Cossette, auteur-compositeur-interprète
- Serge Cournoyer, sculpteur canadien, né à Shawinigan en 1943
- Daniel Lamarre, président et chef de la direction du Cirque du Soleil, depuis 2001 et Président et CEO de TVA, de 1997 à 2000.
- Serge Denoncourt, acteur et un metteur en scène québécois. En 1984, il est le fondateur et président du Théâtre de l'Opsis, puis de 1994 à 1997, il est le directeur artistique du Théâtre du Trident. Avec plus de 80 mises en scène, il est l'un des acteurs et metteurs en scène les plus prolifiques du Québec1
- Louise Forestier, chanteuse et comédienne
- Éveline Gélinas, comédienne, actrice et chanteuse
- Chantal Baril, actrice et comédienne
- Claude Grenier,  artiste lyrique (chanteur d'opéra) de réputation internationale et compositeur.
- Luc Gélinas, journaliste sportif et auteur
- Martin Gélinas, ancien joueur de hockey professionnel maintenant assistant-entraineur des Flames de Calgary
- Jean-Paul Gignac, dirigeant de sociétés d'État
- Albert Grenier (en), pianiste de réputation internationale et administrateur, directeur du Conservatoire de Musique de Montréal de 1979 à 1998
- Marcel Jobin, marcheur olympique québécois, 14 fois champion canadien sur 20 km, de 1969 à 1984. Il a été membre de l'équipe olympique canadienne aux jeux de Munich, Montréal, Moscou et Los Angeles
- Jacques Lacoursière, historien
- Louise Lacoursière, auteure
- Carole Laure, actrice, chanteuse, scénariste et réalisatrice
- Marcel Paillé, gardien de but de hockey sur glace ayant évolué dans la Ligue nationale de hockey ainsi que dans la Ligue américaine de hockey
- Rémi-Pierre Paquin, comédien
- Gilles Pellerin, écrivain
- Bryan Perro, auteur, comédien, conteur et metteur en scène
- Jacques Plante, hockeyeur, originaire de Notre-Dame-du-Mont-Carmel
- André Pronovost, hockeyeur, originaire de Shawinigan Falls, ayant évolué de 1957-1967 dans la LNH pour le Canadien de Montréal, Bruins de Boston, Red Wings de Détroit, North Star du Minnesota, Grand-Père d'Anthony Mantha jouant pour les Foreurs de Val D'or et  choix des Red Wings de Détroit au repêchage
- Marcel Pronovost, hockeyeur, originaire de Lac-à-la-Tortue, ayant évolué dans la LNH pour le Maple Leafs de Toronto, Red Wings de Détroit, intronisé membre du temple de la renommée en 1978
- Joseph-Adolphe Richard, 1887-1964, originaire de Saint-Grégoire-Le-Grand (Bécancour), entrepreneur en plomberie et chauffage, homme politique, échevin municipal de Shawinigan 1928-1934, élu député libéral fédéral en 1949, réélu en 1953,1957,1958
- François Ricard (1947-2022), écrivain canadien.

## Galerie

Ville et secteurs, rivière Saint-Maurice
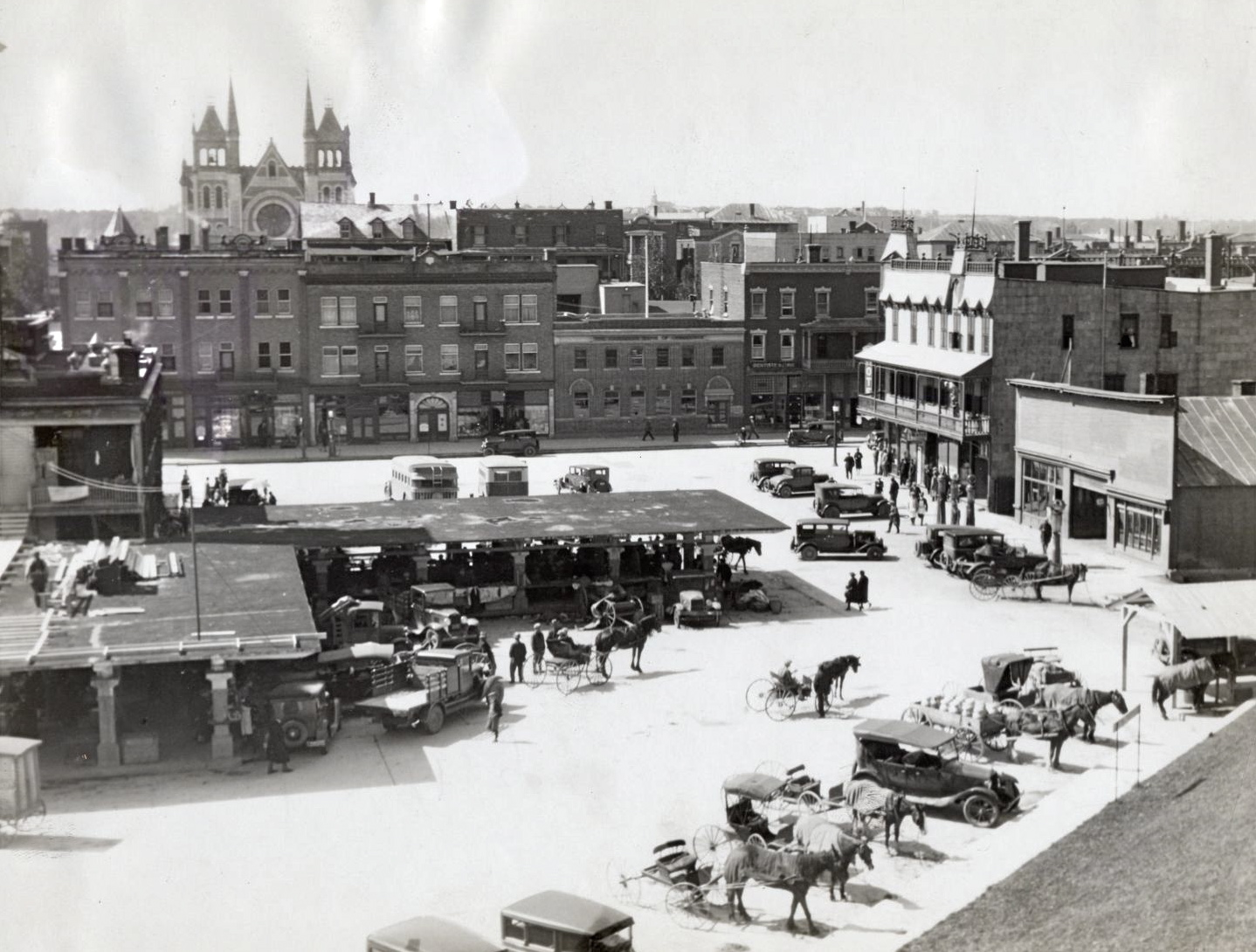
Place du marché, Shawinigan Falls, 1930.
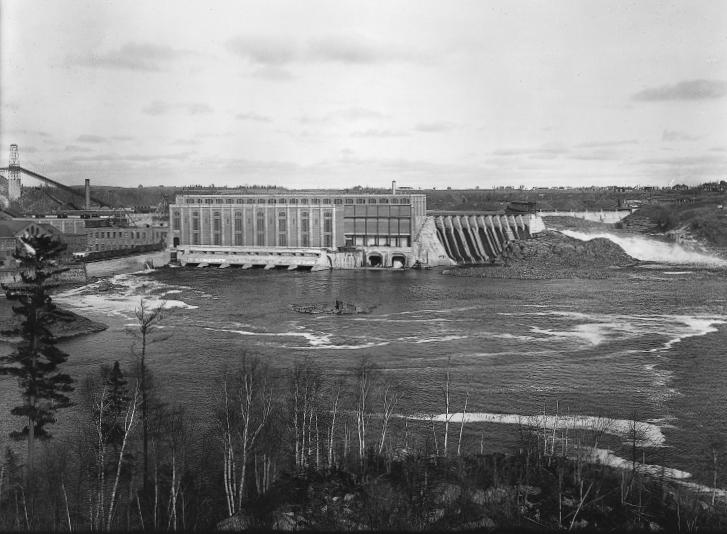
Centrale de Grand-Mère, Shawinigan Water and Power Company 1917, en service en 1915.
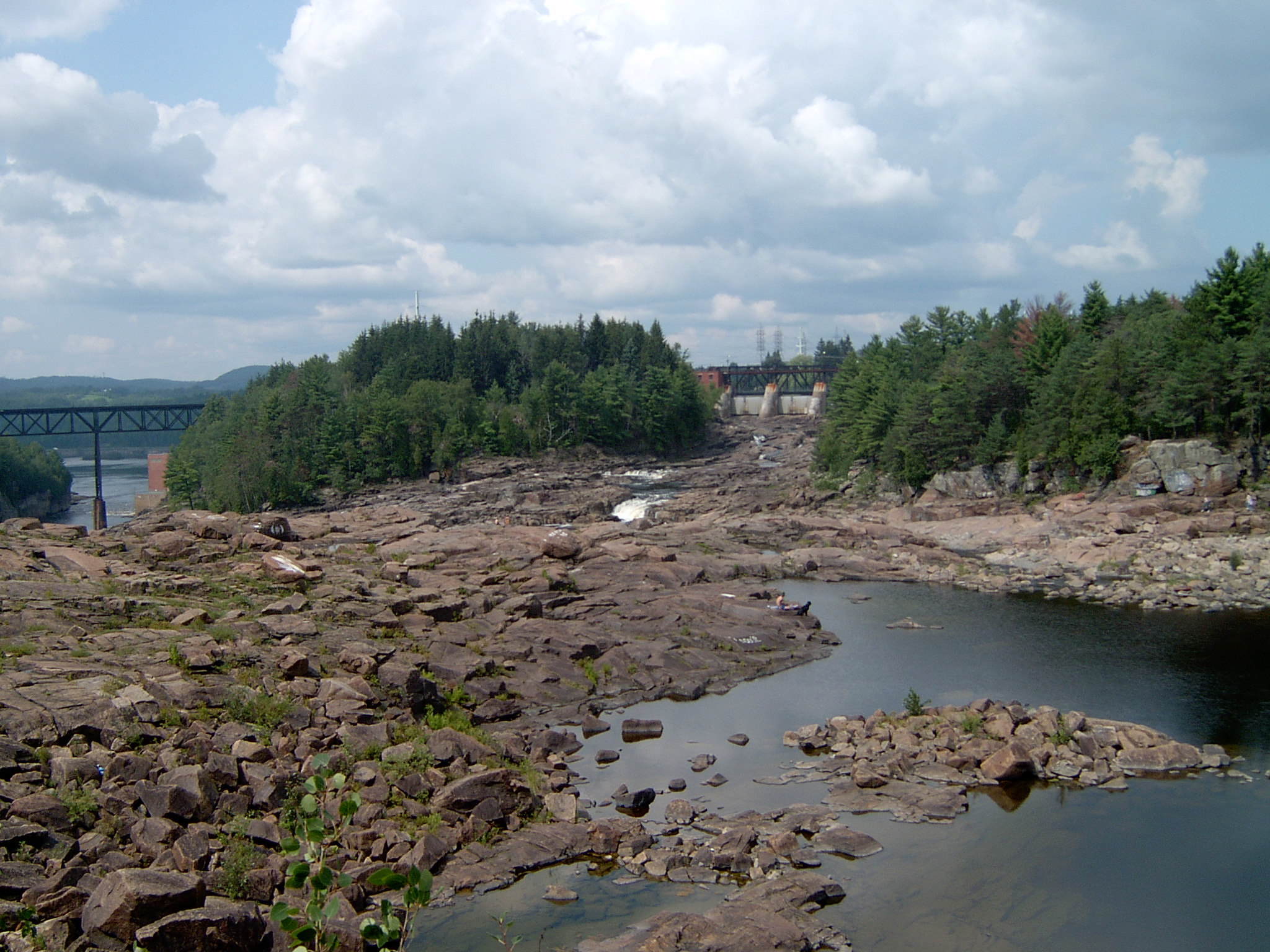
Lit des Chutes de Shawinigan[33], période estivale.
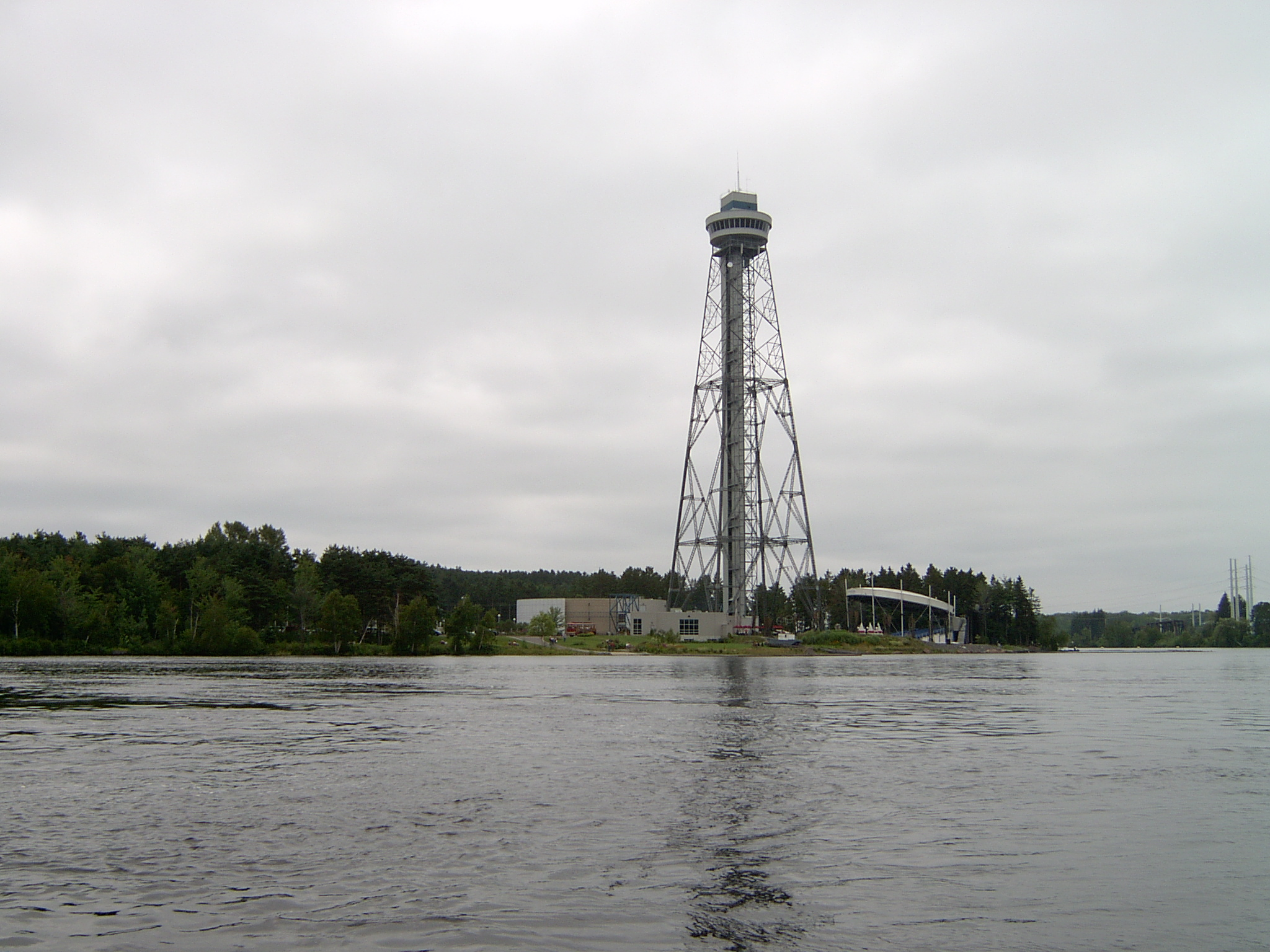
Tour de la Cité de l'énergie.
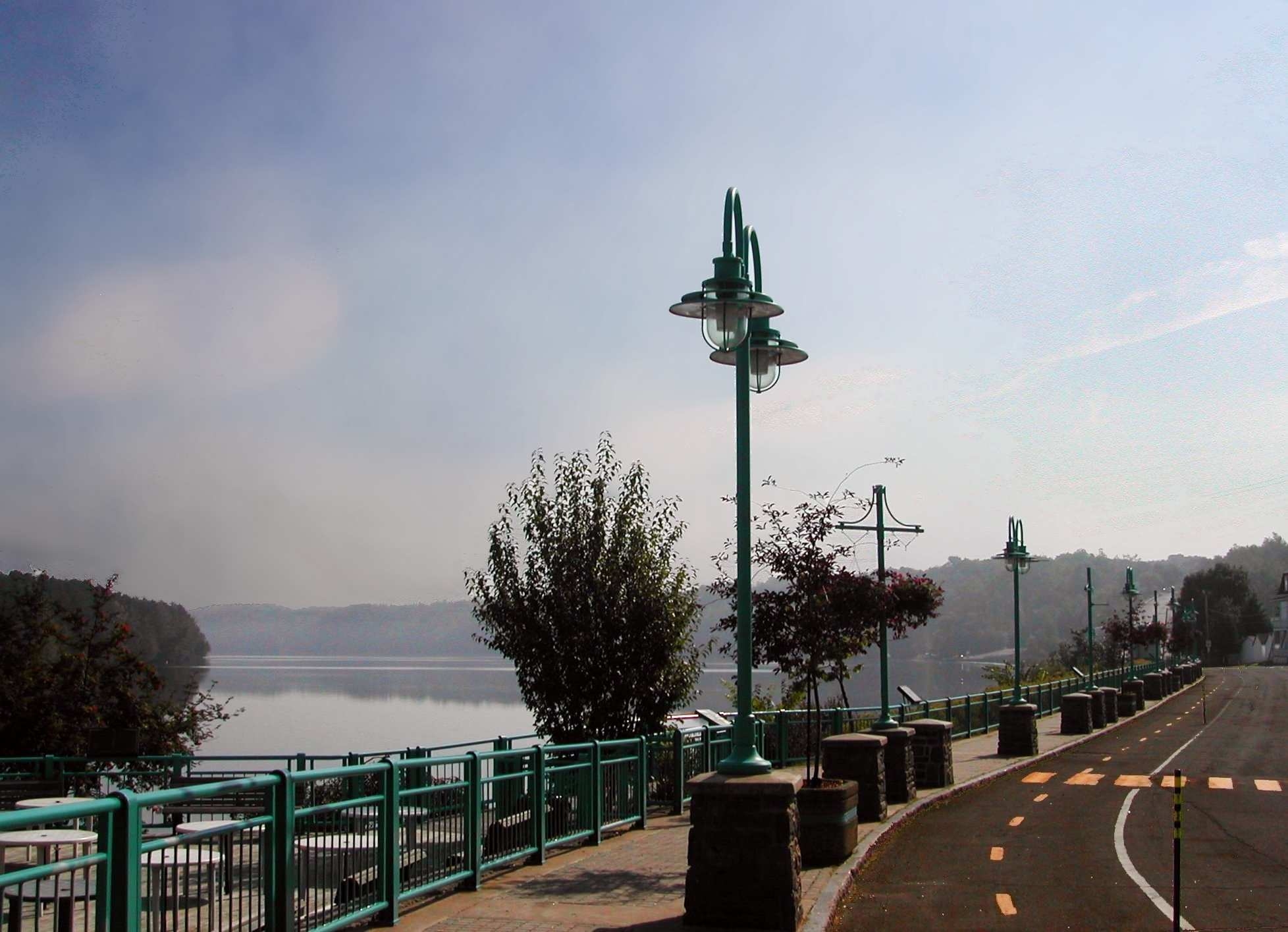
Promenade du Capitaine, secteur Shawinigan-Sud, rive du Saint-Maurice.
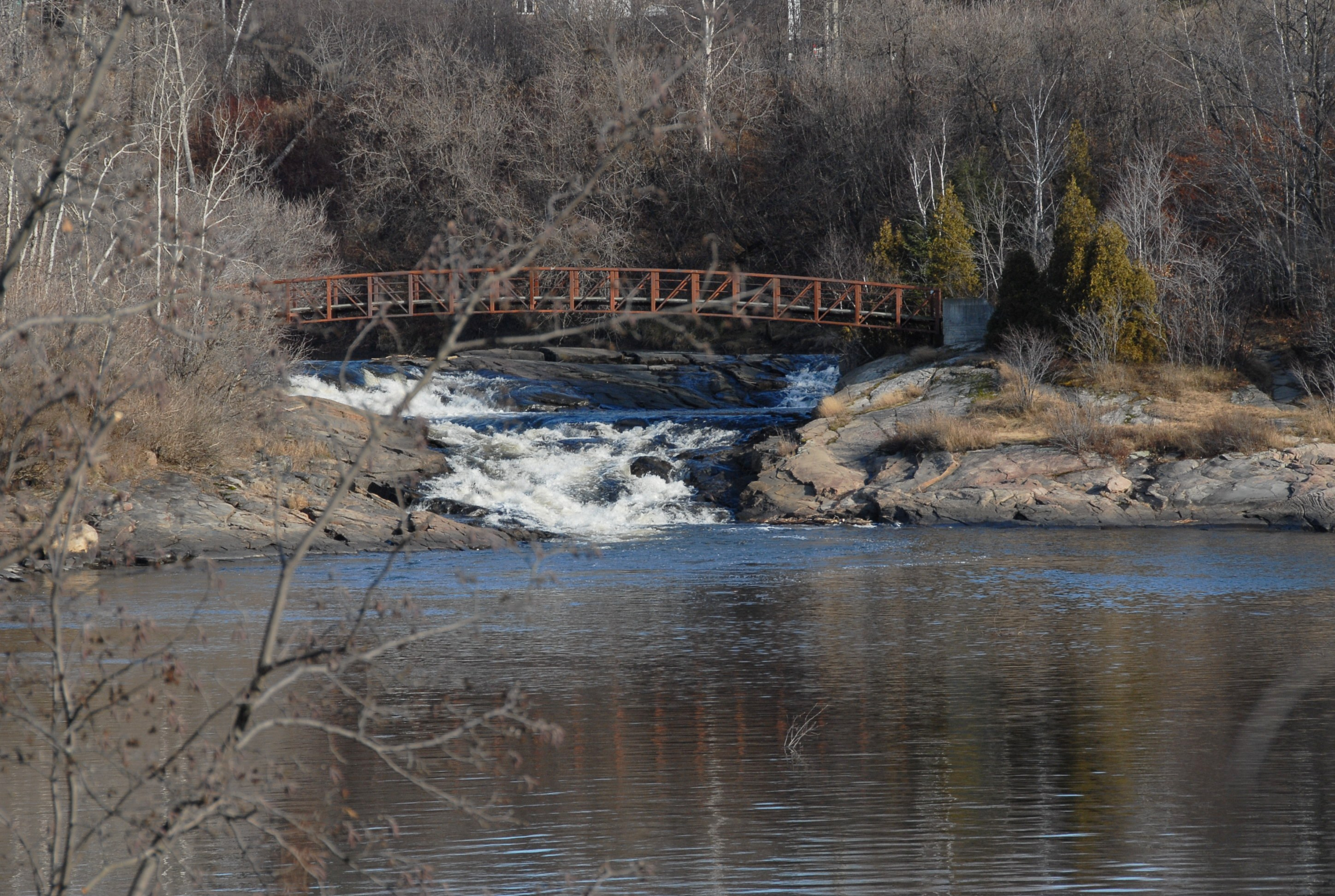
La rivière Shawinigan traverse la ville avant de se jeter dans le Saint-Maurice.
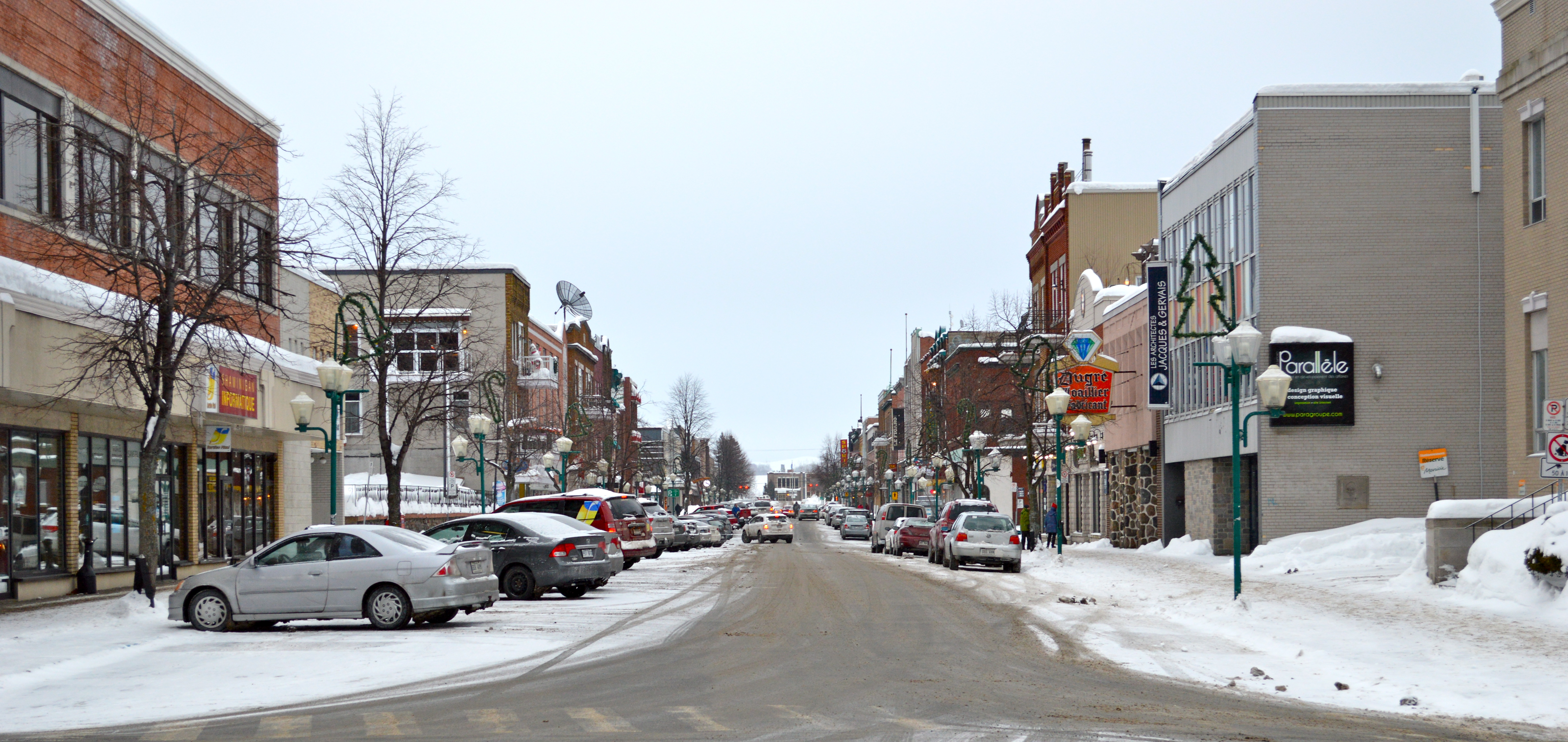
5e rue de la Pointe, de l'avenue Station.
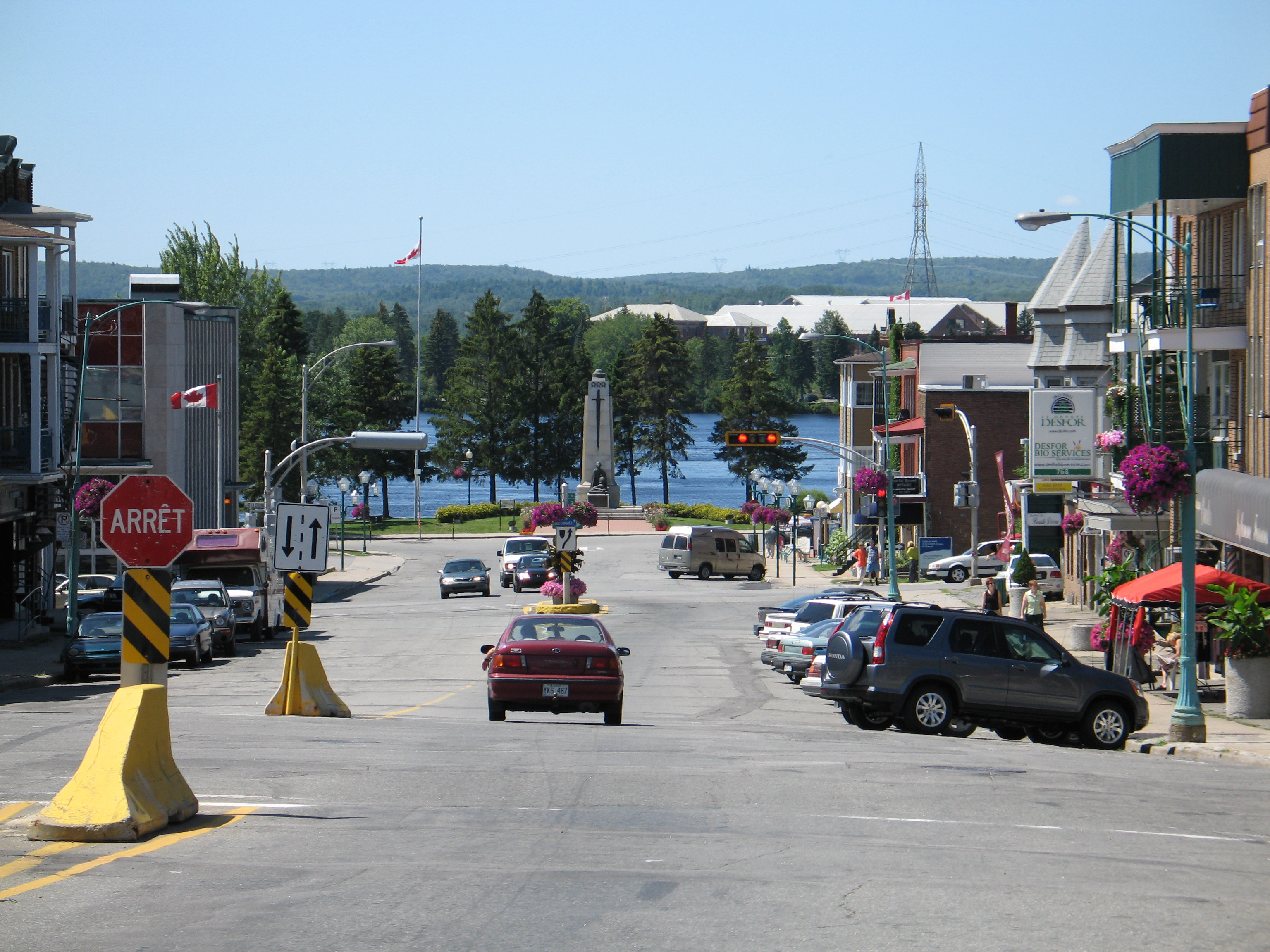
4e rue de la Pointe, intersection de l'avenue Tamarac.
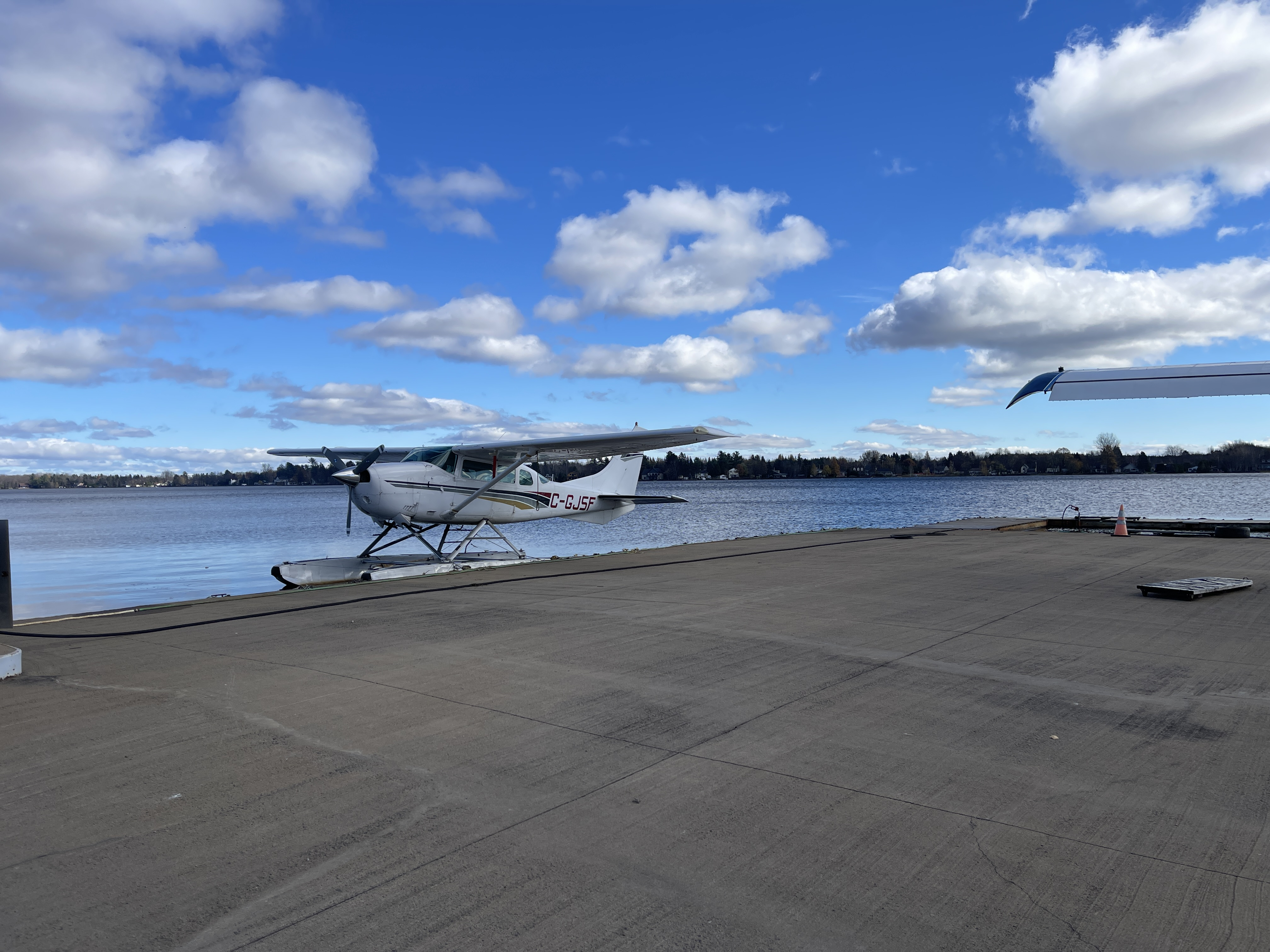
Secteur Lac-à-la-Tortue, lac à la Tortue, hydravion à quai, chemin de la Vigilance.

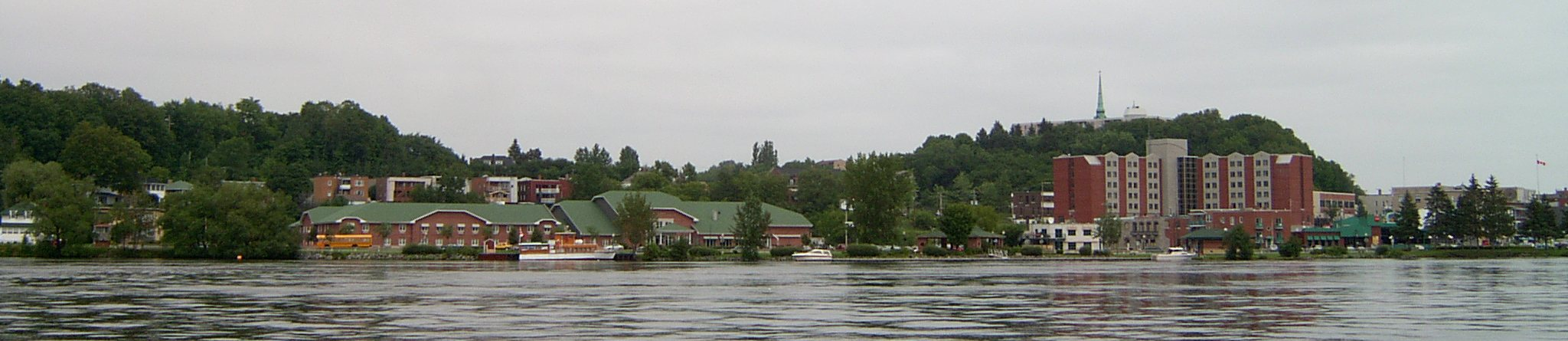
Près du centre-ville, boulevard Saint-Maurice (ouest), rivière Saint-Maurice, sur la colline, l'église Saint-Pierre.